# Condette
Pour l’article homonyme, voir Guy Condette.
Condette est une commune française située dans le département du Pas-de-Calais en région Hauts-de-France. Ses habitants sont appelés les Condettois. La commune est membre de la communauté d'agglomération du Boulonnais.
La commune de Condette (nom officiel depuis 1801), drainée par la Liane, est située dans l'ouest du département du Pas-de-Calais à 8 km, à vol d'oiseau, au sud de Boulogne-sur-Mer. C’est une commune de type petite ville arrière-littorale située à seulement 4 kilomètres de la Manche avec une population de 2 456 habitants au dernier recensement de 2022, elle a connu un pic de population en 1999 avec 2 675 habitants.
Située dans le parc naturel régional des Caps et Marais d'Opale, le territoire communal est riche de trois autres espaces protégés et gérés, de cinq ZNIEFF et d'un site Natura 2000.
Un monument de la commune fait l’objet d’une inscription au titre des monuments historiques : le manoir du Grand-Moulin. Par ailleurs, elle abrite le château d'Hardelot, qui fut, entre autres, la propriété de John Whitley (1843-1922), homme d'affaires anglais à l'origine des stations balnéaires du Touquet-Paris-Plage et d'Hardelot-Plage. Il a vécu dans la commune, y est mort et inhumé.

## Géographie

### Localisation
Condette est un village de l'ouest du Pas-de-Calais drainé par la Liane et situé, à vol d'oiseau, à 8 kilomètres au sud de Boulogne-sur-Mer (chef-lieu d'arrondissement) et à 40 kilomètres au sud-ouest de Calais. C'est une commune arrière-littorale située à seulement 4 kilomètres de la Manche.
Elle appartient à la communauté d'agglomération du Boulonnais, à la région naturelle du Boulonnais et au parc naturel régional des Caps et Marais d'Opale.
Le territoire de la commune est limitrophe de ceux de six communes.
Les communes limitrophes sont Saint-Étienne-au-Mont, Isques, Nesles, Neufchâtel-Hardelot, Verlincthun et Hesdigneul-lès-Boulogne.

### Géologie et relief
La superficie de la commune est de 16,26 km2 ; son altitude varie de 6  à   106 m.
Le bourg est situé dans une zone relativement plane (entre 30 et 50 m d'altitude), malgré des reliefs plus importants en périphérie (sur le territoire communal, l'altitude atteint 106 m au maximum au niveau de la forêt d'Écault, et jusqu'à 6 m au minimum en direction d'Isques et d'Hesdigneul).
L'entité dunaire présente une topographie légèrement vallonnée (dunes de sable), ainsi que le reste de l'espace communal. La zone humide correspond à un ancien estuaire formé par les eaux du ruisseau de la Becque d'Hardelot sur un sol imperméable. À la fin du XVIIe siècle, les dunes ont peu à peu refermé l'estuaire, qui est devenu une zone humide arrière-littorale. Le lac des miroirs, situé dans la zone humide, est le résultat de l'extraction de la tourbe par l'homme.

### Hydrographie
Le territoire de la commune est situé dans le bassin Artois-Picardie.
La commune est traversée par le fleuve côtier la Liane, cours d'eau naturel de 38 km, qui prend sa source dans la commune de Quesques et se jette dans la Manche au niveau de la commune de Boulogne-sur-Mer.
Quatre autres petits cours d'eau drainent la commune :
- le ruisseau d'Écames, d'une longueur de 5,98 km, qui prend sa source dans la commune et se jette dans la Liane au niveau de la commune d'Hesdin-l'Abbé[6] ;
- la Cachaine, d'une longueur de 3,2 km, qui prend sa source dans la commune et se jette dans la Liane au niveau de la commune[7] ;
- le ruisseau de Longpré, d'une longueur de 2,99 km, qui prend sa source dans la commune de Neufchâtel-Hardelot et se jette dans le ruisseau d'Écames au niveau de la commune[8] ;
- le ruisseau des plats cailloux, d'une longueur de 2,94 km, qui prend sa source dans la commune de Verlincthun et se jette dans le ruisseau d'Ecames au niveau de la commune[9].

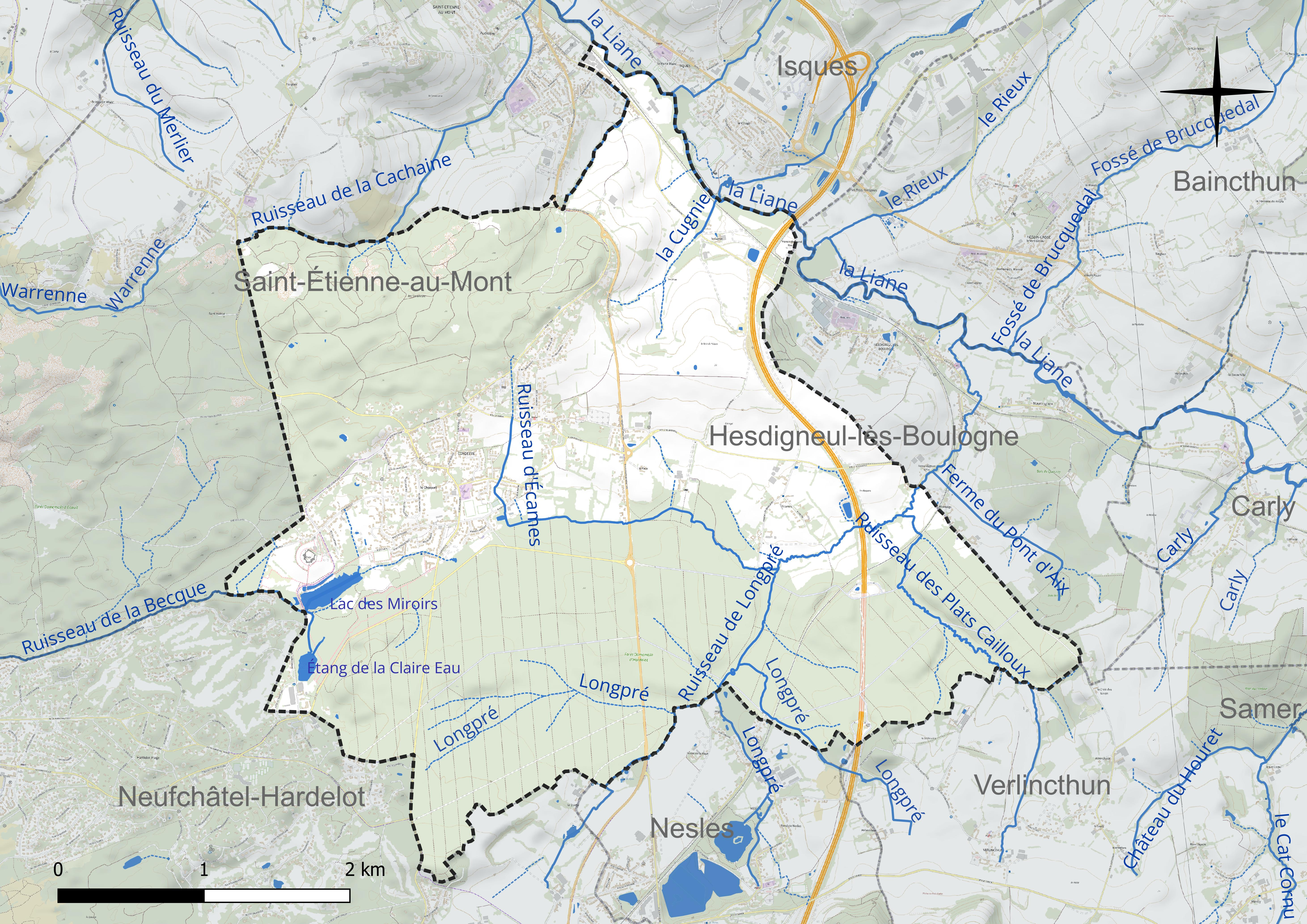
Réseau hydrographique de Condette.

### Climat
Pour des articles plus généraux, voir Climat des Hauts-de-France et Climat du Pas-de-Calais.
En 2010, le climat de la commune est de type climat océanique franc, selon une étude du CNRS s'appuyant sur une série de données couvrant la période 1971-2000. En 2020, Météo-France publie une typologie des climats de la France métropolitaine dans laquelle la commune est exposée à un climat océanique et est dans la région climatique Côtes de la Manche orientale, caractérisée par un faible ensoleillement (1 550 h/an) ; forte humidité de l’air (plus de 20 h/jour avec humidité relative > 80 % en hiver), vents forts fréquents.
Pour la période 1971-2000, la température annuelle moyenne est de 10,3 °C, avec une amplitude thermique annuelle de 12,7 °C. Le cumul annuel moyen de précipitations est de 825 mm, avec 12,7 jours de précipitations en janvier et 8,6 jours en juillet. Pour la période 1991-2020, la température moyenne annuelle observée sur la station météorologique la plus proche, située sur la commune de Boulogne-sur-Mer à 8 km à vol d'oiseau, est de 11,2 °C et le cumul annuel moyen de précipitations est de 824,5 mm,. Pour l'avenir, les paramètres climatiques de la commune estimés pour 2050 selon différents scénarios d'émission de gaz à effet de serre sont consultables sur un site dédié publié par Météo-France en novembre 2022.

### Paysages
Pour un article plus général, voir Paysage en France.

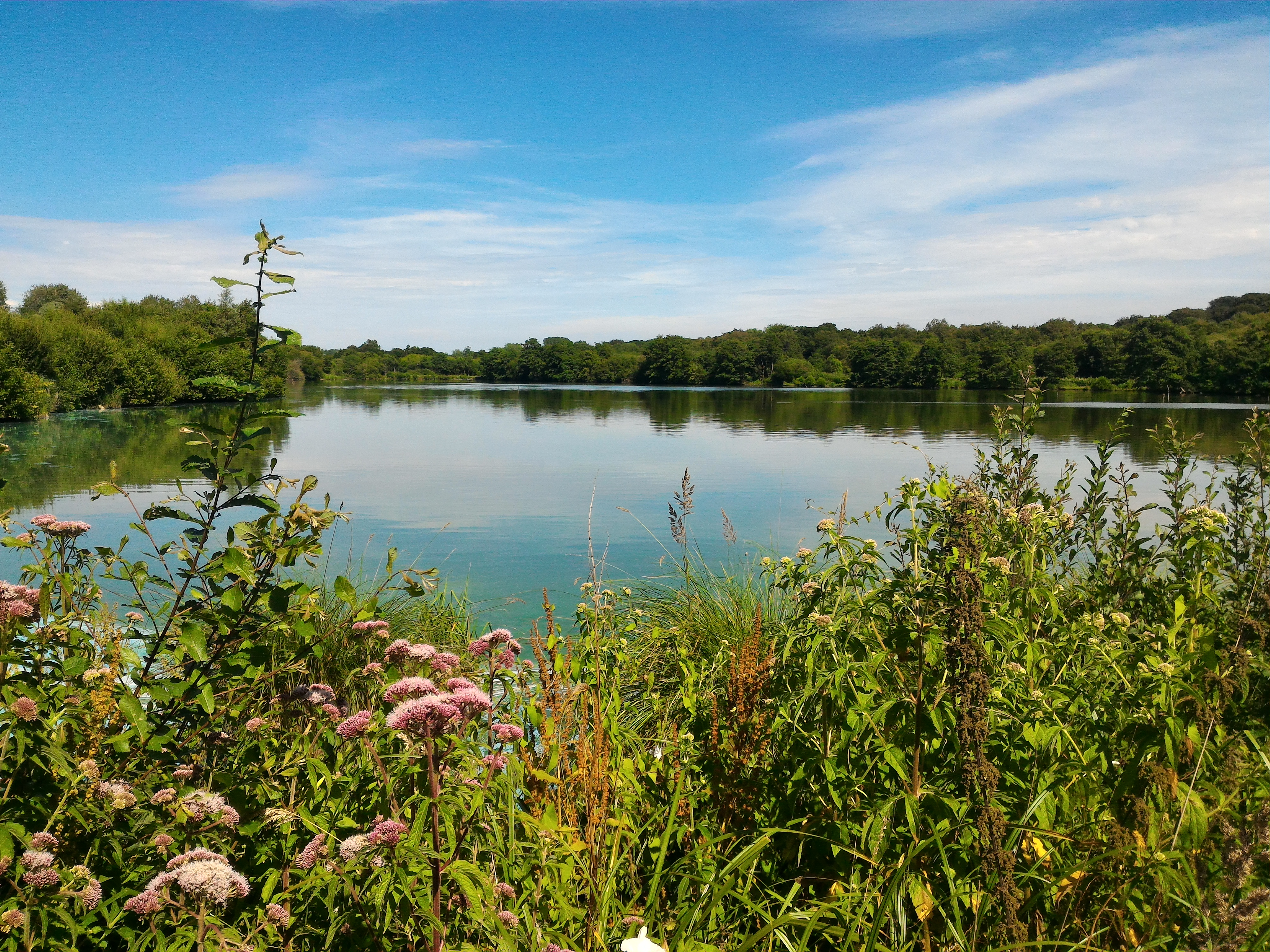
Le lac des miroirs.

La commune est située à la jonction de trois paysages tel qu'ils sont définis dans l’atlas des paysages de la région Nord-Pas-de-Calais, conçu par la direction régionale de l'Environnement, de l'Aménagement et du Logement (DREAL),. 
- le « paysage boulonnais » , qui concerne 66 communes, se délimite : au Nord, par les paysages des coteaux calaisiens et du Pays de Licques, à l’Est, par le paysage du Haut pays d’Artois, et au Sud, par les paysages Montreuillois.

Le « paysage boulonnais », constitué d'une boutonnière bordée d’une cuesta définissant un pays d’enclosure, est essentiellement un paysage bocager composé de 47 % de son sol en herbe ou en forêt et de 31 % en herbage, avec, dans le sud et l’est, trois grandes forêts, celle de Boulogne, d’Hardelot et de Desvres et, au nord, le bassin de carrière avec l'extraction de la pierre de Marquise depuis le Moyen Âge et de la pierre marbrière dont l'extraction s'est développée au XIXe siècle.
La boutonnière est formée de trois ensembles écopaysagers : le plateau calcaire d’Artois qui forme le haut Boulonnais, la boutonnière qui forme la cuvette du bas Boulonnais et la cuesta formée d’escarpements calcaires.
Dans ce paysage, on distingue trois entités : les vastes champs ouverts du Haut Boulonnais ; le bocage humide dans le Bas Boulonnais et la couronne de la cuesta avec son dénivelé important et son caractère boisé.
- le « paysage des dunes et estuaires d’Opale », qui concerne 23 communes, s’étend le long de la côte sur environ 30 kilomètres, de la baie d’Authie à Équihen-Plage, et sur deux à quatre kilomètres de large. Les paysages des dunes et des estuaires cèdent la place aux abrupts des falaises, au niveau d’Equihen-Plage. Les dunes littorales se sont constituées récemment, depuis le Moyen Âge, et ont envahi le relief intérieur en constituant des dunes plaquées sur les falaises fossiles, spécificité locale. Les résurgences de sources au pied de ces falaises proviennent de la nappe de la craie et sont à l’origine de nombreux ruisseaux et zones humides dans les Bas-Champs, surtout visibles entre Étaples et Rang-du-Fliers.

Ce paysage des dunes et estuaires d’Opale est constitué : d’un peu plus de 40% de dunes et de plages, dont 28 % d’espaces dunaires, dont certains sont boisés comme à Hardelot-Plage et au Touquet-Paris-Plage ; de 22 et 25 % au niveau de la baie d’Authie et des Bas Champs, Bas Champs majoritairement en prairies ; de 20 % par les communes et d’un peu plus de 5 % par les cours d’eau et les marais arrière-littoraux, entre Merlimont et Rang-du-Fliers, comme le marais de Balançon défini réseau Natura 2000.

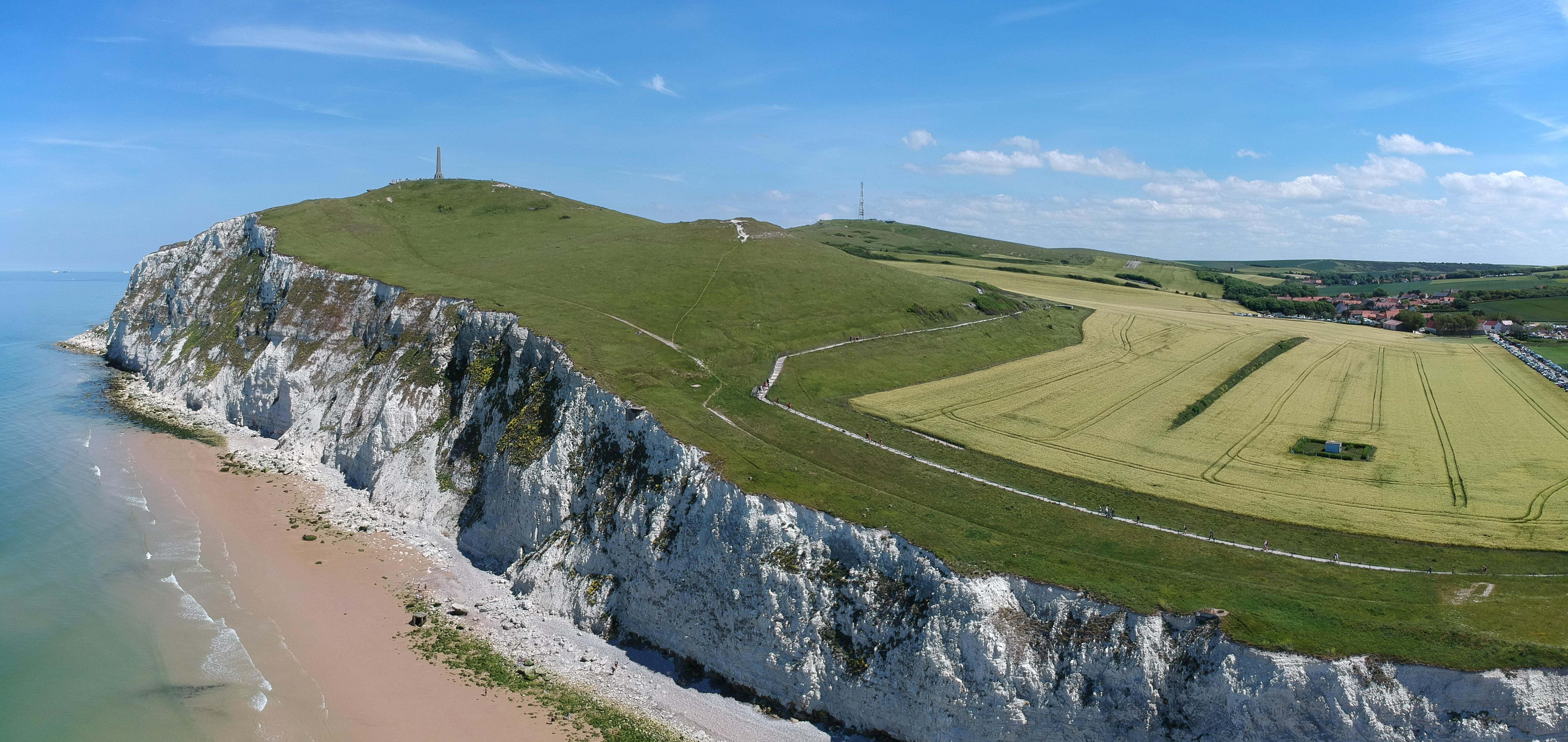
Une vue de ces « paysages des falaises d’Opale » et le cap Blanc-Nez.

- les « paysages des falaises d’Opale », qui concernent 30 communes, s’étendent le long de la côte, d’Équihen-Plage  à Sangatte, sur une bande d’environ 50 km de long et d’un maximum de 5 km de large, l'autoroute A 16 étant la frontière à l'est. Ils sont constitués, d’une part, par les falaises d’Opale où se trouve le grand site des Deux Caps qui, avec le cap Blanc-Nez, culmine à 150 m, ces falaises offrent un belvédère sur le détroit du Pas de Calais  avec la possibilité de voir les côtes d’Angleterre, et d’autre part, vers l’intérieur des terres, avec les paysages littoraux qui jouxtent ceux des coteaux calaisiens et du pays de Licques, d'un paysage alternant collines, vallons et bocages.

L’occupation des sols se répartit en 43 % de cultures pour les paysages arrière-littoraux, 20 % de sols artificialisés, 20 % de prairies et forêts et 10 % de plage.
Les crans constituent une des particularités de ces côtes à falaises. Les crans sont des vallées suspendues qui se sont retrouvées le « nez en l’air », soit du fait de l’affaissement du détroit du Pas de Calais, soit par la baisse du niveau de la mer comme le cran d’Escalles, le cran Mademoiselle, le cran Poulet, le cran Barbier, le cran des Sillers, le cran de Quette et le cran aux Œufs, situés, eux, sur la commune d’Audinghen.
Ces paysages sont traversés par trois fleuves côtiers, la Liane (Boulogne-sur-Mer), le Wimereux (Wimereux) et la Slack (Ambleteuse), et par le sentier de grande randonnée GR 120 ou GR littoral, appelé aussi sentier des douaniers, qui chemine le long de ces paysages et offre un magnifique panorama.
Condette est à cheval entre plusieurs entités paysagères : la forêt d'Écault et les dunes d'Écault au nord et à l'ouest, la forêt d'Hardelot au sud et la demi-boutonnière du Boulonnais à l'est. Le territoire est donc partagé entre des zones forestières et des zones agricoles, sur des sols de différentes natures.
Condette abrite une réserve naturelle régionale, le marais de Condette, centré autour du lac des miroirs.
L'urbanisation est assez étendue le long du cordon dunaire et de certaines voies. Le bourg possède la particularité d'avoir conservé en son cœur des zones agricoles ouvertes, à proximité immédiate de la mairie. Sur les 1 626 ha de la commune, environ 85 % sont occupés par des massifs boisés et des territoires agricoles.

### Milieux naturels et biodiversité

#### Espaces protégés et gérés

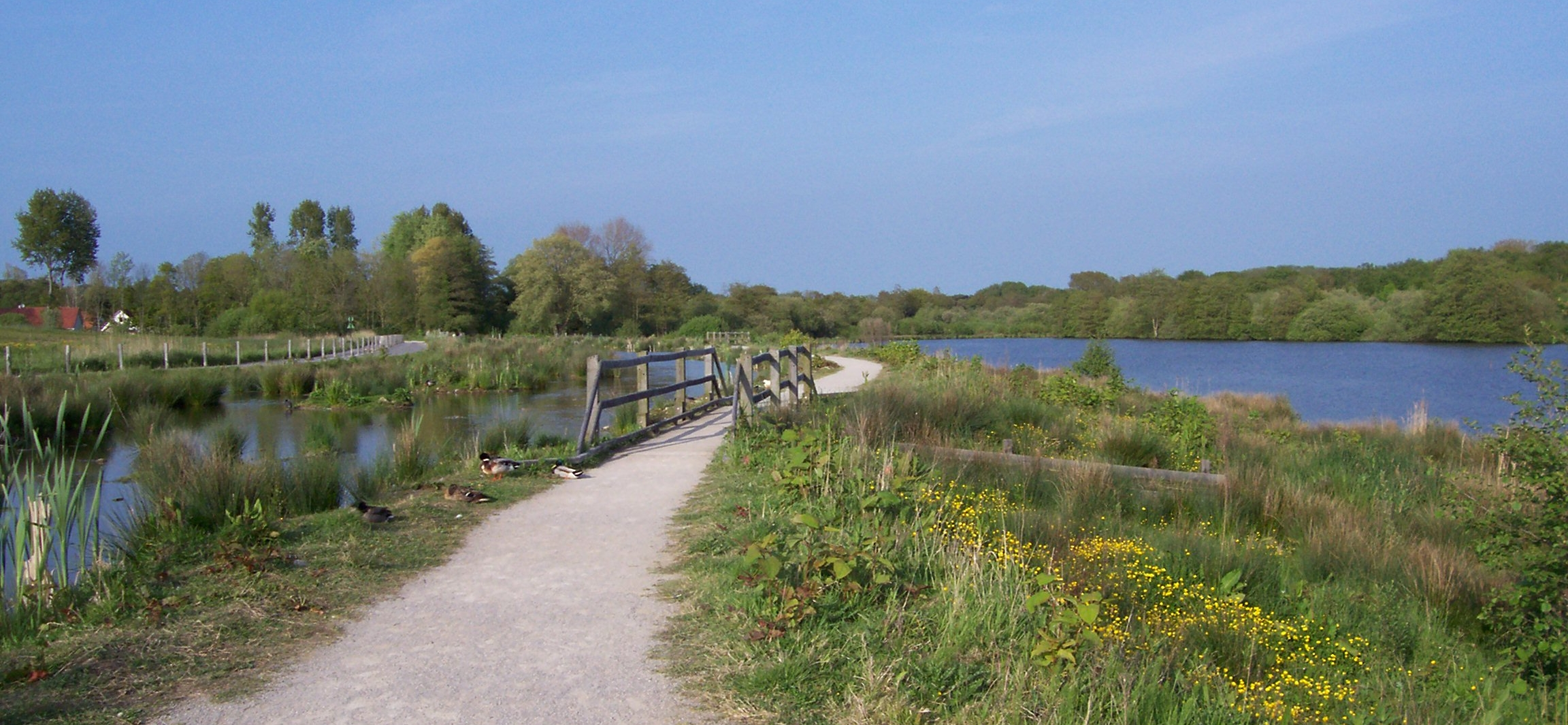
Le marais et l'étang de Condette, 2009.

La protection réglementaire est le mode d’intervention le plus fort pour préserver des espaces naturels remarquables et leur biodiversité associée.
Dans ce cadre, la commune fait partie de quatre espaces protégés et gérés : 
- le parc naturel régional des Caps et Marais d'Opale, d’une superficie de 132 499 ha réparties sur 154 communes, géré par le syndicat mixte d'aménagement et de gestion du parc naturel régional des Caps et Marais d'Opale[22] ;
- les dunes d'Écault, d’une superficie de 203,131 ha, terrain acquis par le Conservatoire du littoral[23] ;
- La Claireau, d’une superficie de 190,919 ha, réserve biologique dirigée et gérée par l'Office national des forêts (ONF)[24] ;
- la réserve naturelle régionale du marais de Condette, d’une superficie de 33 ha, réserve naturelle régionale gérée par le syndicat mixte Eden 62. La zone humide située à proximité de l'étang a été réhabilitée. Anciennement zone boisée, elle a été coupée et réaménagée afin d’accueillir à nouveau la flore et la faune originelle[3],[25].

#### Zones naturelles d'intérêt écologique, faunistique et floristique
L’inventaire des zones naturelles d'intérêt écologique, faunistique et floristique (ZNIEFF) a pour objectif de réaliser une couverture des zones les plus intéressantes sur le plan écologique, essentiellement dans la perspective d’améliorer la connaissance du patrimoine naturel national et de fournir aux différents décideurs un outil d’aide à la prise en compte de l’environnement dans l’aménagement du territoire.
Le territoire communal comprend quatre ZNIEFF de type 1 : 
- la vallée de la Liane près d'Hesdin-l'Abbé. Cette ZNIEFF présente un complexe de prairies alluviales et de la persistance de quelques prairies mésotrophes établies sur les versants au lieu-dit le Mont Pourri[26] ;
- les dunes d’Écault et de Condette, d’une superficie de 1 313 ha et une hauteur maximale de 108 mètres. Cet espace dunaire littoral est composé de dunes basses récentes et de dunes plus anciennes, en partie plaquées sur l’ancienne falaise Jurassique et les collines intérieures du Boulonnais[27] ;
- la forêt domaniale d’Hardelot et ses lisières, d’une superficie de 888 ha[28] ;
- l'étang de la Claire Eau, d’une superficie de 61 ha. Cette ZNIEFF est composé d’une remarquable diversité de communautés végétales[29].

et une ZNIEFF de type 2 :
le complexe bocager du Bas-Boulonnais et de la Liane. Il s’étend entre Saint-Martin-Boulogne et Saint-Léonard à l’ouest et Quesques et Lottinghen à l’est. Il correspond à la cuvette herbagère du bas-Boulonnais.

Carte des ZNIEFF de type 1 et 2 sur la commune
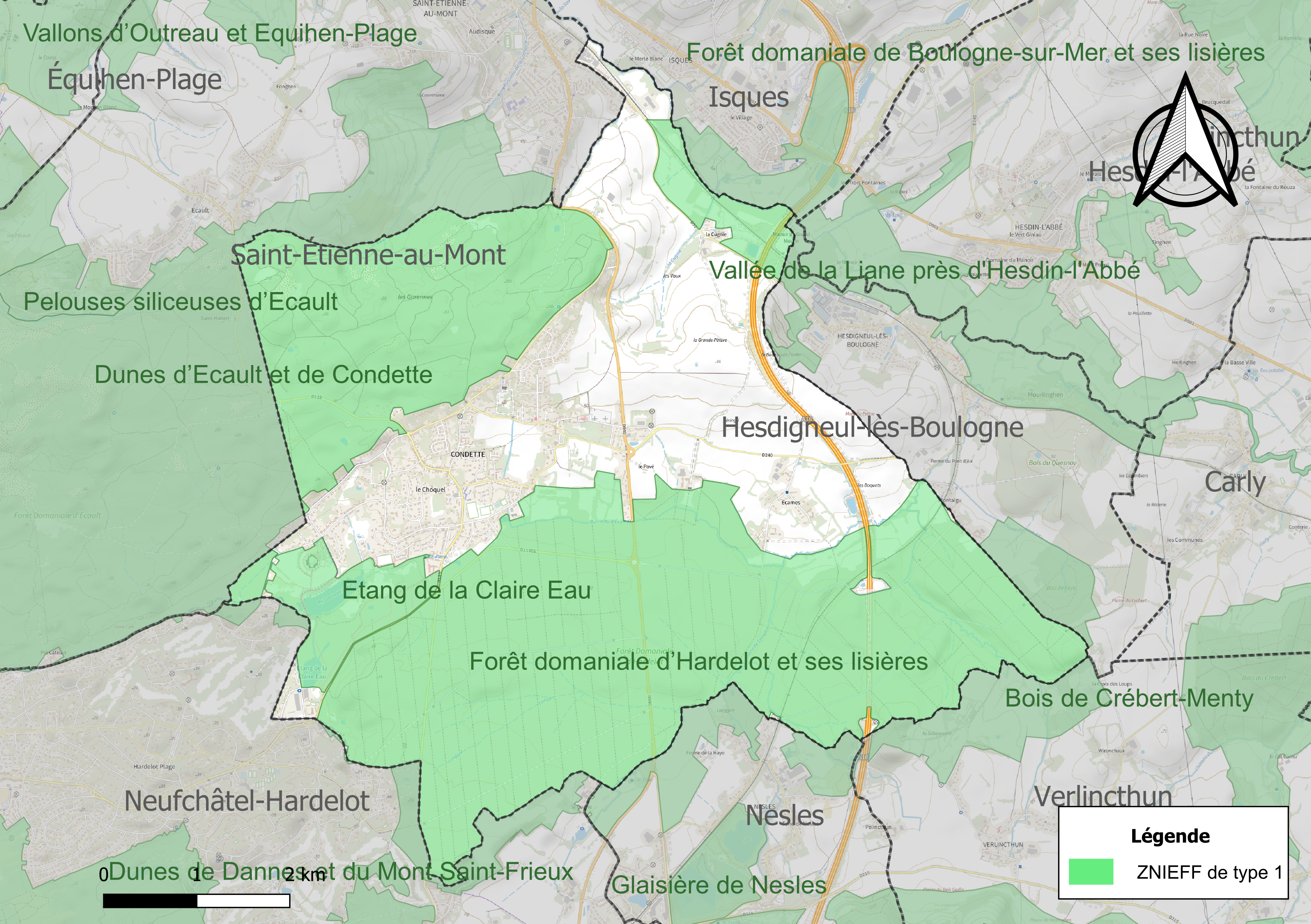
Carte des ZNIEFF de type 1 sur la commune.
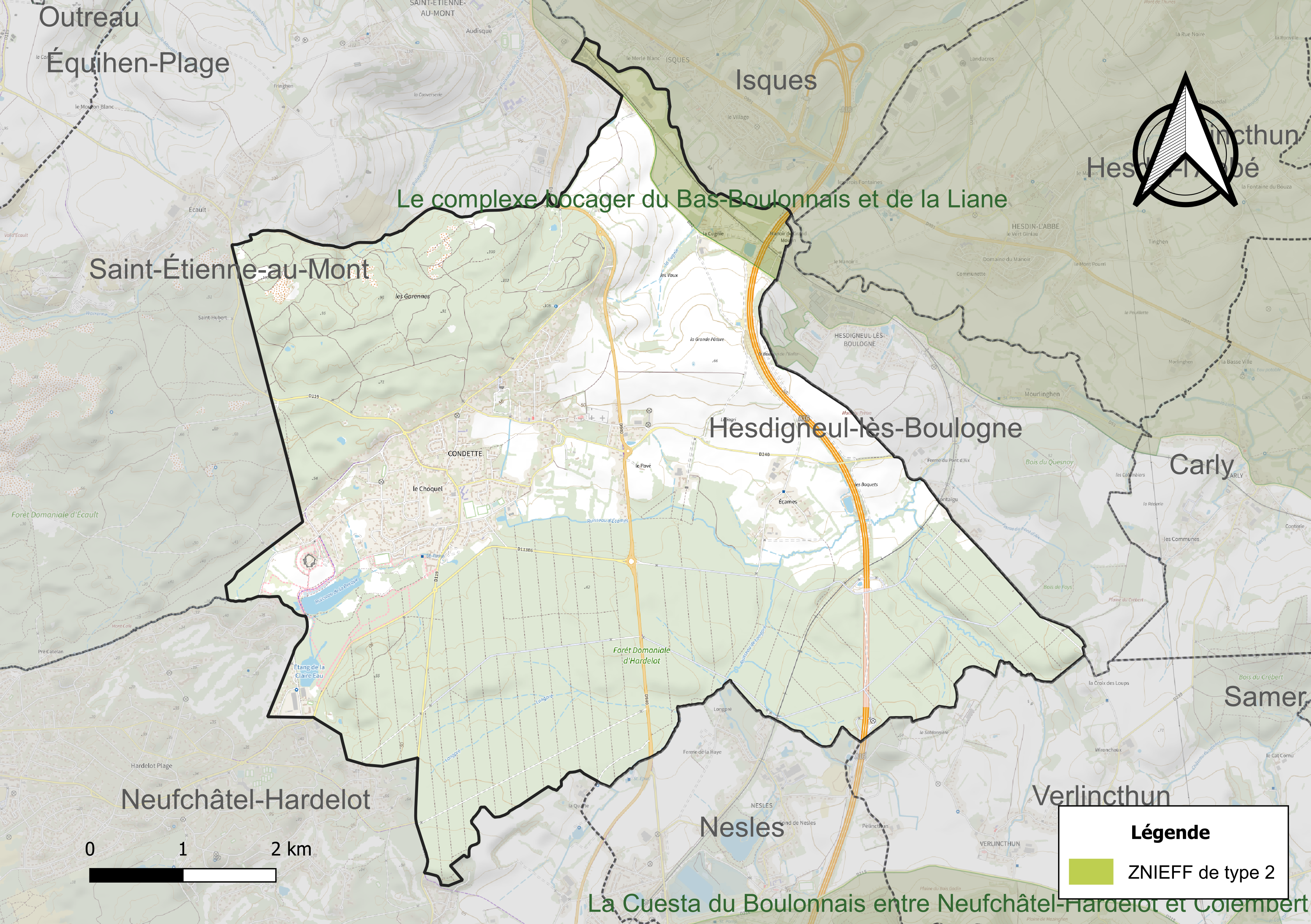
Carte de la ZNIEFF de type 2 sur la commune.

#### Site Natura 2000
Le réseau Natura 2000 est un réseau écologique européen de sites naturels d’intérêt écologique élaboré à partir des directives « habitats » et « oiseaux ». Ce réseau est constitué de zones spéciales de conservation (ZSC) et de zones de protection spéciale (ZPS). Dans les zones de ce réseau, les États membres s'engagent à maintenir dans un état de conservation favorable les types d'habitats et d'espèces concernés, par le biais de mesures réglementaires, administratives ou contractuelles.
Sur la commune, un site Natura 2000 de type B est défini en site d'importance communautaire (SIC) :  l'estuaire de la Canche, les dunes picardes plaquées sur l'ancienne falaise, la forêt d'Hardelot et la falaise d'Équihen, d’une superficie de 1 661 hectares réparties sur neuf communes et une hauteur maximale de 151 mètres.

## Urbanisme

### Typologie
Au 1er janvier 2024, Condette est catégorisée petite ville, selon la nouvelle grille communale de densité à sept niveaux définie par l'Insee en 2022.
Elle appartient à l'unité urbaine de Neufchâtel-Hardelot, une agglomération intra-départementale regroupant trois  communes, dont elle est une commune de la banlieue,,. Par ailleurs la commune fait partie de l'aire d'attraction de Boulogne-sur-Mer, dont elle est une commune de la couronne,. Cette aire, qui regroupe 80 communes, est catégorisée dans les aires de 50 000 à moins de 200 000 habitants,.

### Occupation des sols
L'occupation des sols de la commune, telle qu'elle ressort de la base de données européenne d’occupation biophysique des sols Corine Land Cover (CLC), est marquée par l'importance des forêts et milieux semi-naturels (60,4 % en 2018), une proportion sensiblement équivalente à celle de 1990 (61 %). La répartition détaillée en 2018 est la suivante : 
forêts (60,4 %), prairies (17,1 %), zones urbanisées (10,5 %), terres arables (10,1 %), espaces verts artificialisés, non agricoles (1,8 %). L'évolution de l’occupation des sols de la commune et de ses infrastructures peut être observée sur les différentes représentations cartographiques du territoire : la carte de Cassini (XVIIIe siècle), la carte d'état-major (1820-1866) et les cartes ou photos aériennes de l'IGN pour la période actuelle (1950 à aujourd'hui).

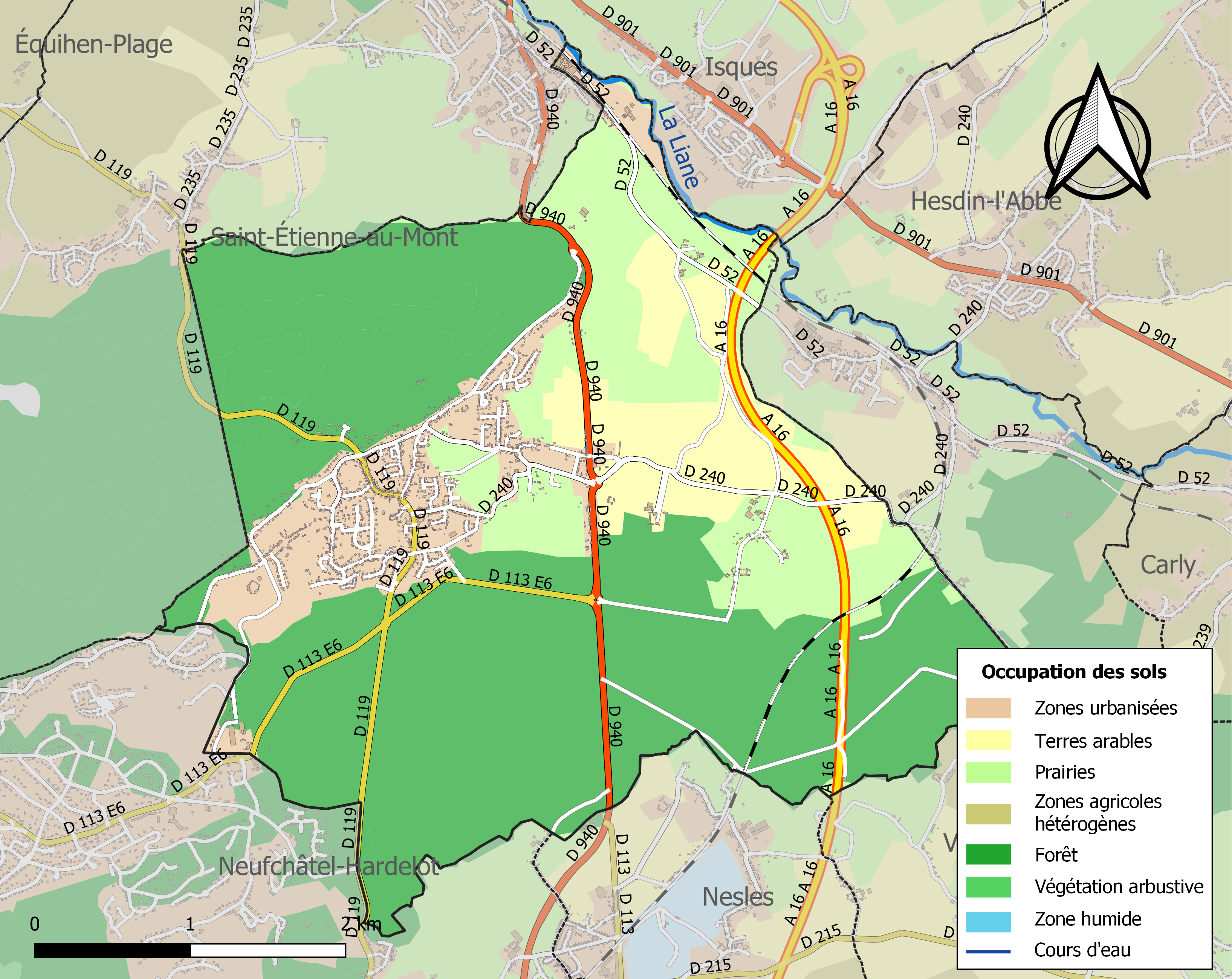
Carte des infrastructures et de l'occupation des sols de la commune en 2018 (CLC).

### Voies de communication et transports
Condette est traversée en son centre par la route départementale D119 (qui relie Neufchâtel-Hardelot à Boulogne-sur-Mer) et à l'est par la D940 (qui relie Étaples à Isques).
L'autoroute A16 passe à proximité de la commune, la desservant par le biais de la sortie no 27 (à 7 km) en venant du sud ou la sortie no 29 (à 9 km) en venant du nord.
Condette est située à proximité des gares ferroviaires de Neufchâtel, d'Hesdigneul et de Pont-de-Briques, desservies par des TER Nord-Pas-de-Calais (ligne Boulogne-Étaples). La gare de Boulogne-Ville est située à 10 km de la commune.
La commune est desservie par les lignes 34, 53, 54 et 173 du réseau urbain Marinéo ainsi que par la ligne 430 du réseau interurbain du Pas-de-Calais.
De nombreuses liaisons douces maillent la commune, ainsi que des pistes cyclables.

### Risques naturels et technologiques

#### Risque inondation
La commune est reconnue en état de catastrophe naturelle à la suite des inondations et coulées de boue causées par les fortes précipitations du 1er au 3 novembre 2012.
À la suite du passage des tempêtes Ciarán, Domingos et Elisa et des inondations et coulées de boue qui se sont produites, la commune est reconnue, par arrêté du 14 novembre 2023, en état de catastrophe naturelle pour inondations et coulées de boue sur la période du 2 au 12 novembre 2023, comme 179 autres communes du département.

## Toponymie
Le nom de la localité est attesté sous les formes Condeta en 1112 ; Condet (de 1125 à 1135 ; Condetta en 1372 ; Condebte en 1415 ; Condette en 1579 ; Condehever au XVIIIe siècle ; Condette' en 1793 et depuis 1801.
L’origine du nom de Condette est probablement celtique à l’image des divers Condé ou Condate (mots qui en gaulois signifient embouchure ou confluent) que l’on semble trouver en grand nombre le long des voies romaines.
Selon des érudits locaux, Condette signifiant embouchure, le nom signalerait la présence ou la grande proximité de la mer sur ce territoire dans le passé. Une voie romaine secondaire reliant Boulogne-sur-Mer à Étaples passait par Condette.

## Histoire
Une voie romaine secondaire reliant Boulogne-sur-Mer à Étaples passait par Condette, venant d'Audisque (sur Saint-Étienne-au-Mont) et allant à Neufchâtel-Hardelot, au hameau du chemin. 

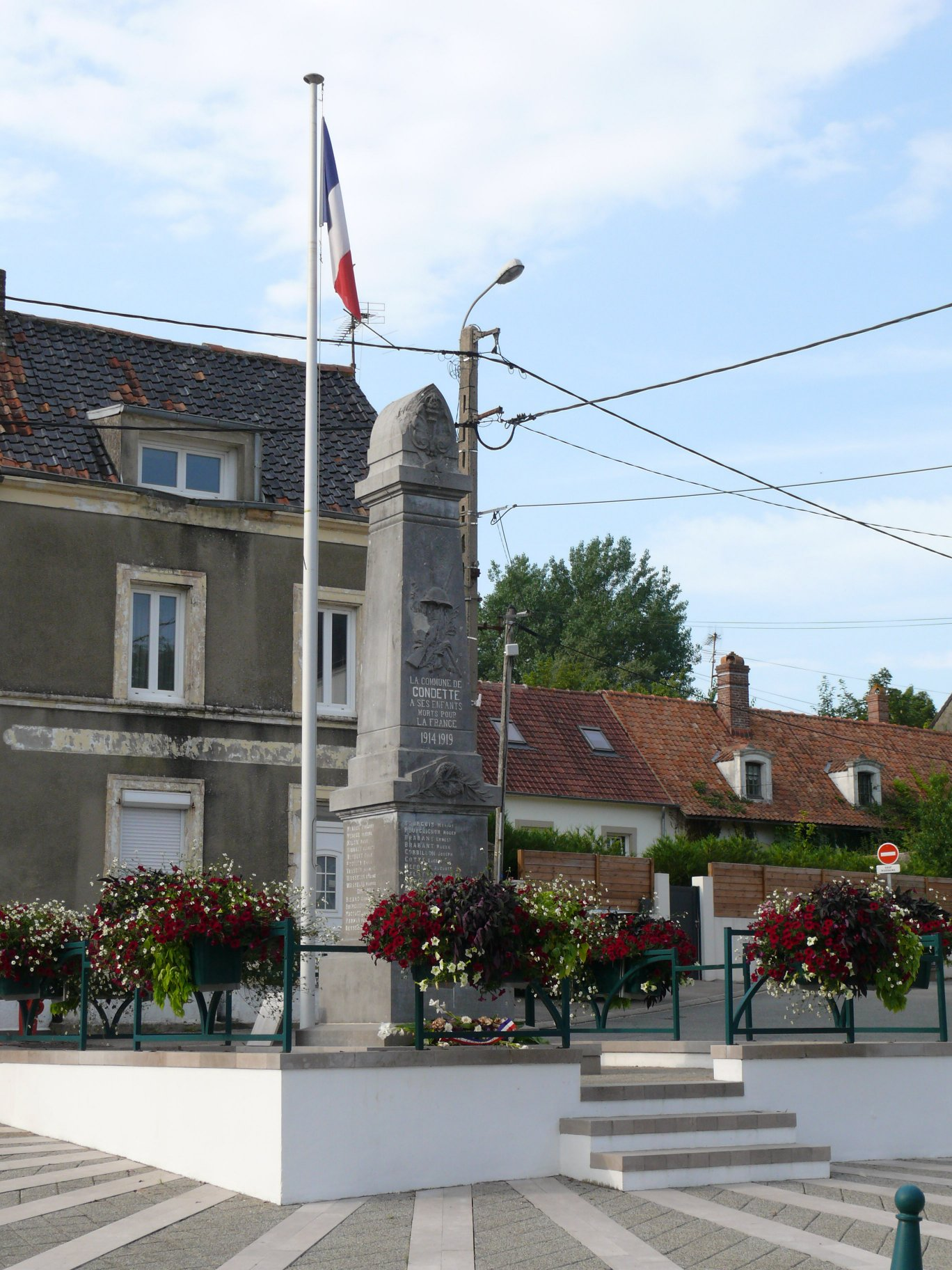
Le monument aux morts.

Au Moyen Âge, Condette abritait la résidence d’été des comtes de Boulogne qu'ils utilisaient quand ils voulaient chasser dans les bois et les marais. Ces comtes décident d'ériger au XIIe siècle un château fort à Condette sur les vestiges de défenses. Il s'agirait du château-fort d'Hardelot.
Condette était également le siège d'un des huit bailliages du Boulonnais, bailliage dénommé le Choquel.
Pendant la Révolution française, la bourgade fut élevée au rang de chef-lieu de canton, un titre qu'elle perdra seulement quelques années plus tard.

## Politique et administration

### Découpage territorial
La commune se trouve dans l'arrondissement de Boulogne-sur-Mer du département du Pas-de-Calais.

#### Commune et intercommunalités
La commune est membre de la communauté d'agglomération du Boulonnais.

#### Circonscriptions administratives
La commune est rattachée au canton d'Outreau.

#### Circonscriptions électorales
Pour l'élection des députés, la commune fait partie de la cinquième circonscription du Pas-de-Calais.

### Élections municipales et communautaires

#### Liste des maires
| Période                                  | Période                      | Identité            | Étiquette      | Qualité                                                                                                 |
| ---------------------------------------- | ---------------------------- | ------------------- | -------------- | --- |
| Les données manquantes sont à compléter. |                              |                     |                | |
|                                          |                              | Georges Adam        | Républicain AD | Propriétaire, rentier Conseiller général de Samer (1892 → 1925) Chevalier de la Légion d'honneur (1920) |
| 1944                                     |                              | Victor Caboche      |                | Facteur-receveur                                                                                        |
| ca. 1971                                 |                              | Louis Guilbert      |                | Cultivateur                                                                                             |
| ca. 1983                                 |                              | Marcel Marette      |                | Directeur                                                                                               |
| Les données manquantes sont à compléter. |                              |                     |                | |
| 1992                                     | mars 2001                    | Michel Delbreuve    |                | Comptable Adjoint au maire (1989 → 1992)                                                                |
| mars 2001                                | mai 2020                     | Kaddour-Jean Derrar | DVG            | Principal de collège retraité Réélu pour le mandat 2014-2020,                                           |
| 28 mai 2020                              | En cours (au 6 février 2022) | Hervé Leclercq      | SE             | Professeur de collège,                                                                                  |

Le maire, Kaddour-Jean Derrar, né le 25 août 1948 à Dunkerque, a été principal dans différents collèges de la région. Il a terminé sa carrière au collège Daunou à Boulogne-sur-Mer en 2009. Il est entré au conseil municipal de Condette en 1989. À l'élection présidentielle de 2007.

### Élections
Le conseil municipal compte 23 sièges. Aux élections municipales de mars 2008, où pour la première fois il y avait trois listes (toutes « sans étiquette ») en compétition, « Demain Condette ensemble » (menée par Patrick Raguenet), « Pour Condette village » (menée par Bernard Feutry) et « Condette d'abord » (menée par Kaddour-Jean Derrar), soit 69 candidats, 14 hommes et 9 femmes y ont été élus, tous de la liste du maire sortant.

### Jumelages
La commune est jumelée avec :
| Ville | Ville  | Pays | Pays      | Période     |
| ----- | ------ | ---- | --------- | ----------- |
|       | Nauort |      | Allemagne | depuis 1994 |

## Équipements et services publics

### Enseignement
La commune est équipée de deux écoles maternelles et primaires : l'une est publique, l'école Louis-Pasteur, l'autre est privée, l'école Notre-Dame-du-Rosaire.

### Loisirs
La ville abrite une école de musique, une salle de sport, un stade de football et des courts de tennis.
Chaque mois de juillet, l'école Louis-Pasteur devient un centre de loisirs (ou "centre aéré") et accueille les enfants de 3 à 15 ans pour diverses activités.

### Santé
Différents médecins généralistes et spécialistes (infirmiers, kinésithérapeutes, podologues, psychologues, opticiens, etc.) sont présents sur la commune, qui a également fait construire un  béguinage  (14 petites maisons individuelles groupées et de plain-pied) pour personnes âgées, nommé  Le Vert Bocage.

### Justice, sécurité, secours et défense
La commune dépend du tribunal judiciaire de Boulogne-sur-Mer, du conseil de prud'hommes de Boulogne-sur-Mer, de la cour d'appel de Douai, du tribunal de commerce de Boulogne-sur-Mer, du tribunal administratif de Lille, de la cour administrative d'appel de Douai, de la cour administrative d'appel de Douai et du tribunal pour enfants de Boulogne-sur-Mer.

## Population et société

### Démographie
Les habitants sont appelés les Condettois.

#### Évolution démographique
L'évolution du nombre d'habitants est connue à travers les recensements de la population effectués dans la commune depuis 1793. Pour les communes de moins de 10 000 habitants, une enquête de recensement portant sur toute la population est réalisée tous les cinq ans, les populations de référence des années intermédiaires étant quant à elles estimées par interpolation ou extrapolation. Pour la commune, le premier recensement exhaustif entrant dans le cadre du nouveau dispositif a été réalisé en 2007.

En 2022, la commune comptait 2 456 habitants, en évolution de −2,66 % par rapport à 2016 (Pas-de-Calais : −0,72 %, France hors Mayotte : +2,11 %).
| 1793 | 1800 | 1806 | 1821 | 1831 | 1836 | 1841 | 1846 | 1851 |
| ---- | ---- | ---- | ---- | ---- | ---- | ---- | ---- | ---- |
| 445  | 498  | 251  | 528  | 556  | 589  | 579  | 627  | 652  |

| 1856 | 1861 | 1866 | 1872  | 1876  | 1881  | 1886  | 1891  | 1896  |
| ---- | ---- | ---- | ----- | ----- | ----- | ----- | ----- | ----- |
| 741  | 841  | 964  | 1 010 | 1 069 | 1 064 | 1 077 | 1 172 | 1 119 |

| 1901  | 1906  | 1911  | 1921  | 1926  | 1931  | 1936  | 1946  | 1954  |
| ----- | ----- | ----- | ----- | ----- | ----- | ----- | ----- | ----- |
| 1 120 | 1 114 | 1 102 | 1 149 | 1 127 | 1 216 | 1 217 | 1 364 | 1 356 |

| 1962  | 1968  | 1975  | 1982  | 1990  | 1999  | 2006  | 2007  | 2012  |
| ----- | ----- | ----- | ----- | ----- | ----- | ----- | ----- | ----- |
| 1 420 | 1 611 | 1 869 | 2 084 | 2 392 | 2 675 | 2 596 | 2 585 | 2 574 |

| 2017  | 2022  | - | - | - | - | - | - | - |
| ----- | ----- | - | - | - | - | - | - | - |
| 2 506 | 2 456 | - | - | - | - | - | - | - |

#### Pyramide des âges
En 2018, le taux de personnes d'un âge inférieur à 30 ans s'élève à 27,5 %, soit en dessous de la moyenne départementale (36,7 %). À l'inverse, le taux de personnes d'âge supérieur à 60 ans est de 34,6 % la même année, alors qu'il est de 24,9 % au niveau départemental.
En 2018, la commune comptait 1 201 hommes pour 1 285 femmes, soit un taux de 51,69 % de femmes, légèrement supérieur au taux départemental (51,5 %).
Les pyramides des âges de la commune et du département s'établissent comme suit.
| Hommes | Classe d’âge | Femmes |
| ------ | ------------ | ------ |
| 0,3    | 90 ou +      | 1,3    |
| 8,4    | 75-89 ans    | 11,4   |
| 24,5   | 60-74 ans    | 23,1   |
| 23,9   | 45-59 ans    | 25,1   |
| 12,7   | 30-44 ans    | 14,2   |
| 14,7   | 15-29 ans    | 10,7   |
| 15,5   | 0-14 ans     | 14,1   |

| Hommes | Classe d’âge | Femmes |
| ------ | ------------ | ------ |
| 0,5    | 90 ou +      | 1,6    |
| 5,6    | 75-89 ans    | 8,9    |
| 16,7   | 60-74 ans    | 18,1   |
| 20,2   | 45-59 ans    | 19,2   |
| 18,9   | 30-44 ans    | 18,1   |
| 18,2   | 15-29 ans    | 16,2   |
| 19,9   | 0-14 ans     | 17,9   |

### Sports et loisirs

#### Loisirs

##### Pistes cyclables
La piste cyclable « La Vélomaritime », partie côtière française de la « Véloroute de l’Europe - EuroVelo 4 », qui relie Roscoff en France à Kiev en Ukraine sur 5 100 km, traverse la commune, en venant de Neufchâtel-Hardelot pour desservir Équihen-Plage,.

##### Sentier de randonnée
Le sentier de grande randonnée GR 121, reliant Wavre, en région Région wallonne (Belgique) à Boulogne-sur-Mer, dans le département du Pas-de-Calais (France), traverse le territoire communal.

## Économie

### Revenus de la population
Les revenus moyens par ménage sont de 24 516 € à Condette, soit un chiffre fortement supérieur à la moyenne nationale (15 027 €), ce qui place Condette au 6e rang des villes les plus riches parmi les 895 communes du Pas-de-Calais, derrière notamment Neufchâtel-Hardelot et Le Touquet.

### Emploi
Le taux de chômage est de 9,9 % à Condette, ce qui est inférieur à la moyenne nationale (12,9 %).
Répartition des emplois par secteur d'activité économique
|                              | Agriculture | Industrie | Construction | Commerces, transports et services | Administration publique, enseignement, santé, action sociale |
| ---------------------------- | ----------- | --------- | ------------ | --------------------------------- | ------------------------------------------------------------ |
| Condette                     | 1,7 %       | 11,1 %    | 11,1 %       | 43,4 %                            | 32,7 %                                                       |
| Moyenne nationale            | 3,0 %       | 14,1 %    | 6,9 %        | 45,1 %                            | 30,9 %                                                       |
| Sources des données : INSEE, |             |           |              |                                   |                                                              |

Répartition des emplois par domaine d'activité
|                              | Agriculteurs | Artisans, commerçants, chefs d'entreprise | Cadres, professions intellectuelles | Professions intermédiaires | Employés | Ouvriers |
| ---------------------------- | ------------ | ----------------------------------------- | ----------------------------------- | -------------------------- | -------- | -------- |
| Condette                     | 0,9 %        | 8,7 %                                     | 8,7 %                               | 18,1 %                     | 37,9 %   | 25,5 %   |
| Moyenne nationale            | 1,9 %        | 6,1 %                                     | 16,2 %                              | 25,0 %                     | 28,6 %   | 22,2 %   |
| Sources des données : INSEE, |              |                                           |                                     |                            |          |          |

### Tourisme
À l'ouest de la commune, le marais de Condette, le lac des Miroirs et le château d'Hardelot forment un site touristique attractif du Boulonnais.
Condette est, par ailleurs, situé à côté de la très attractive station balnéaire d'Hardelot-Plage et des sites naturels du village d'Écault et de la Côte d'Opale.
Le village abrite également un hôtel et des terrains de camping.

## Culture locale et patrimoine

### Lieux et monuments

#### Monument historique
- Le manoir du Grand-Moulin fait l’objet d’une inscription au titre des monuments historiques depuis le 12 août 1998[75].

#### Autres monuments
- Le château d'Hardelot qui accueille depuis 2009 le centre culturel de l'Entente cordiale de Condette. Le site du château accueille un théâtre élisabéthain démontable construit en bois[76].
- Les Tourelles : maison d'accueil diocésaine qui organise des sessions religieuses, des formations, des préparations au mariage et anime des groupes de réflexion.
- Deux chapelles funéraires datent du dernier quart du XIXe siècle.

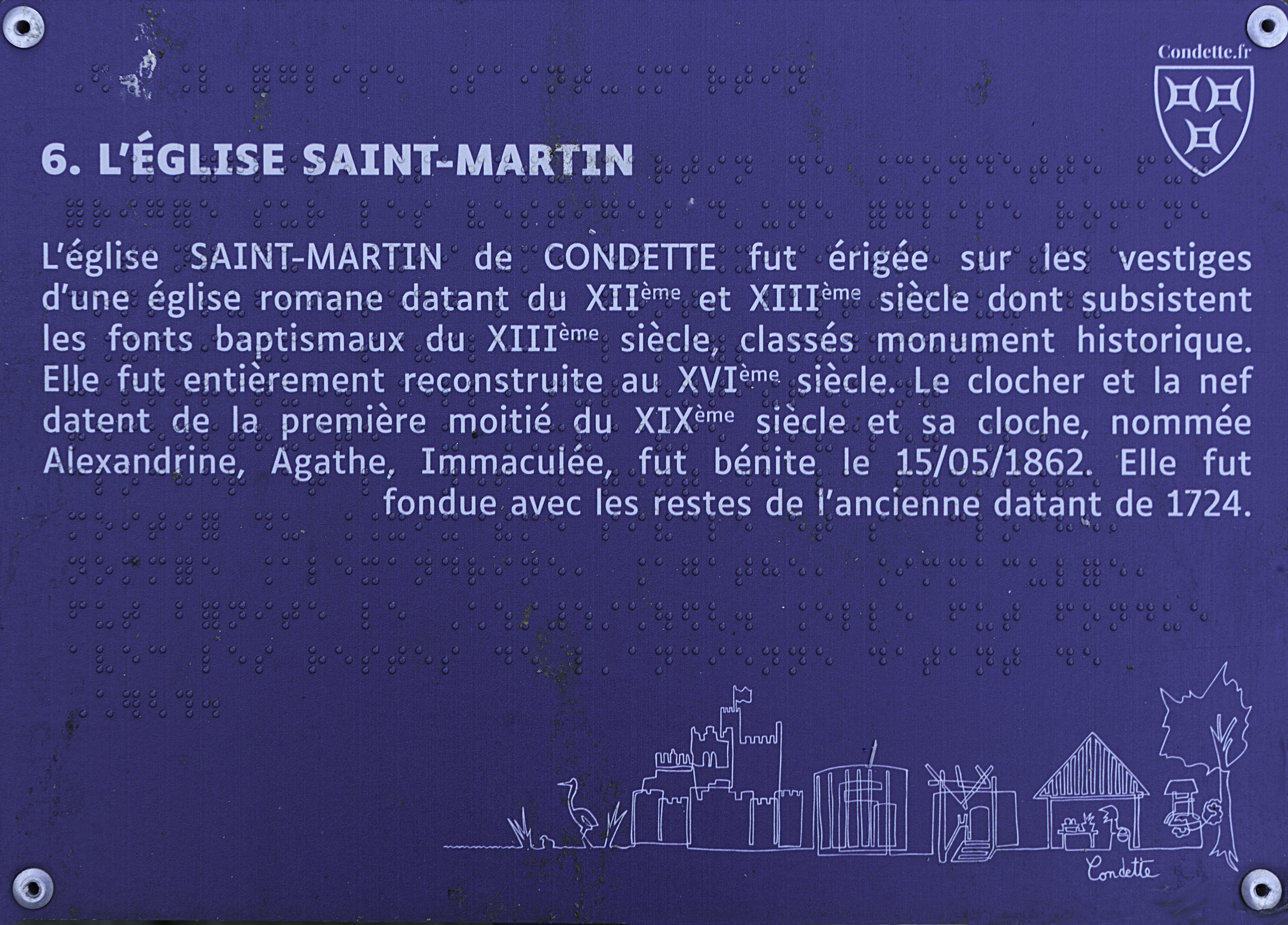
Informations.

- L'église Saint-Martin.

Un petit panneau émaillé destiné à l'information des visiteurs est fixé à l'entrée de l'église.

« L'église SAINT-MARTIN de CONDETTE fut érigée sur les vestiges d'une église romane datant du XIIème et XIIIème siècle dont subsistent les fonts baptismaux du XIIIème siècle, classés monument historique. Elle fut entièrement reconstruite au XVIème siècle. Le clocher et la nef datent de la première moitié du XIXème siècle et sa cloche, nommée Alexandrine, Agathe, Immaculée, fut bénite le 15/05/1862. Elle fut fondue avec les restes de l'ancienne datant de 1724. »

L'église fait l'objet de travaux de remise en état et de revalorisation sous l'égide de la Fondation du Patrimoine et d'une association dédiée.

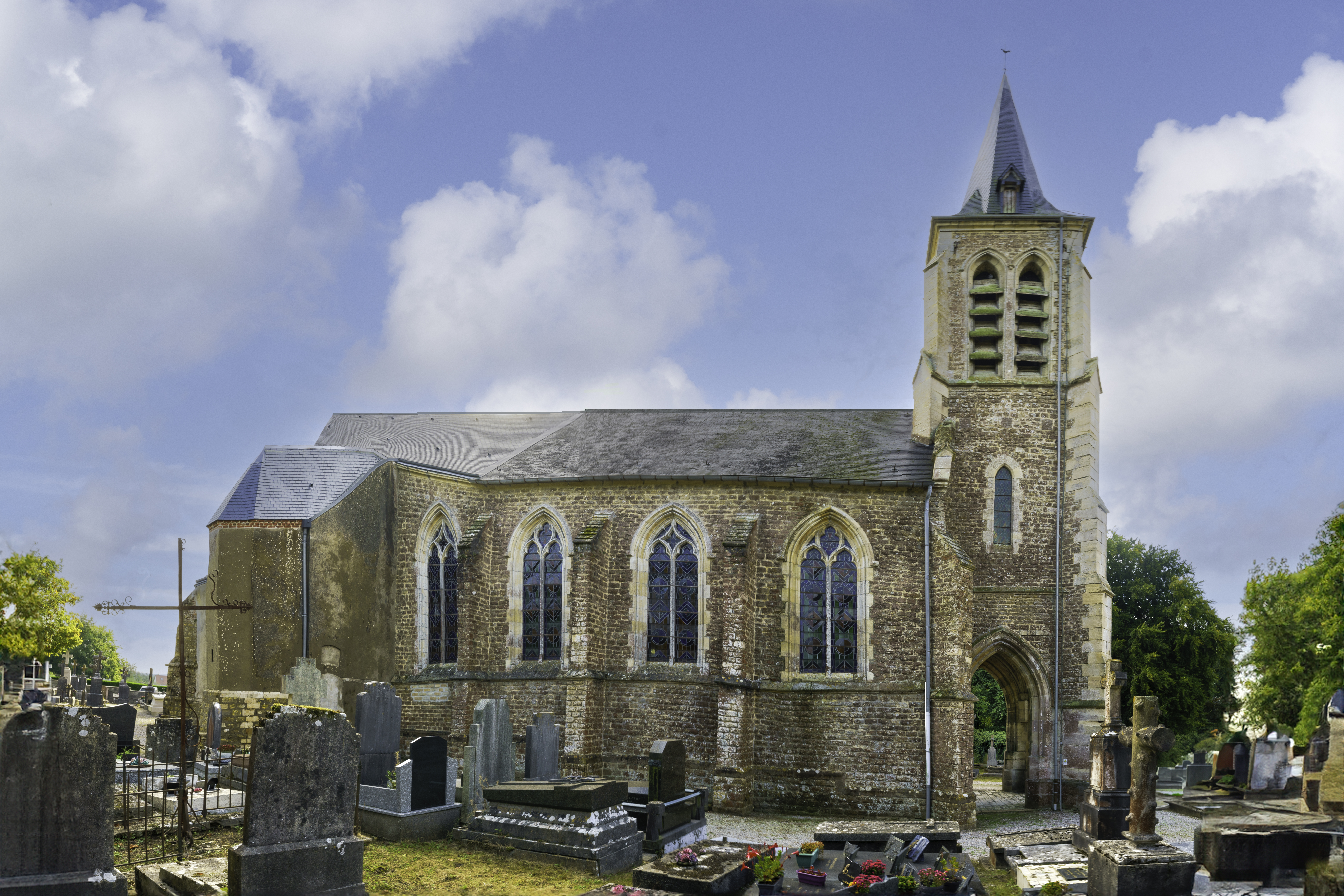
La face nord.
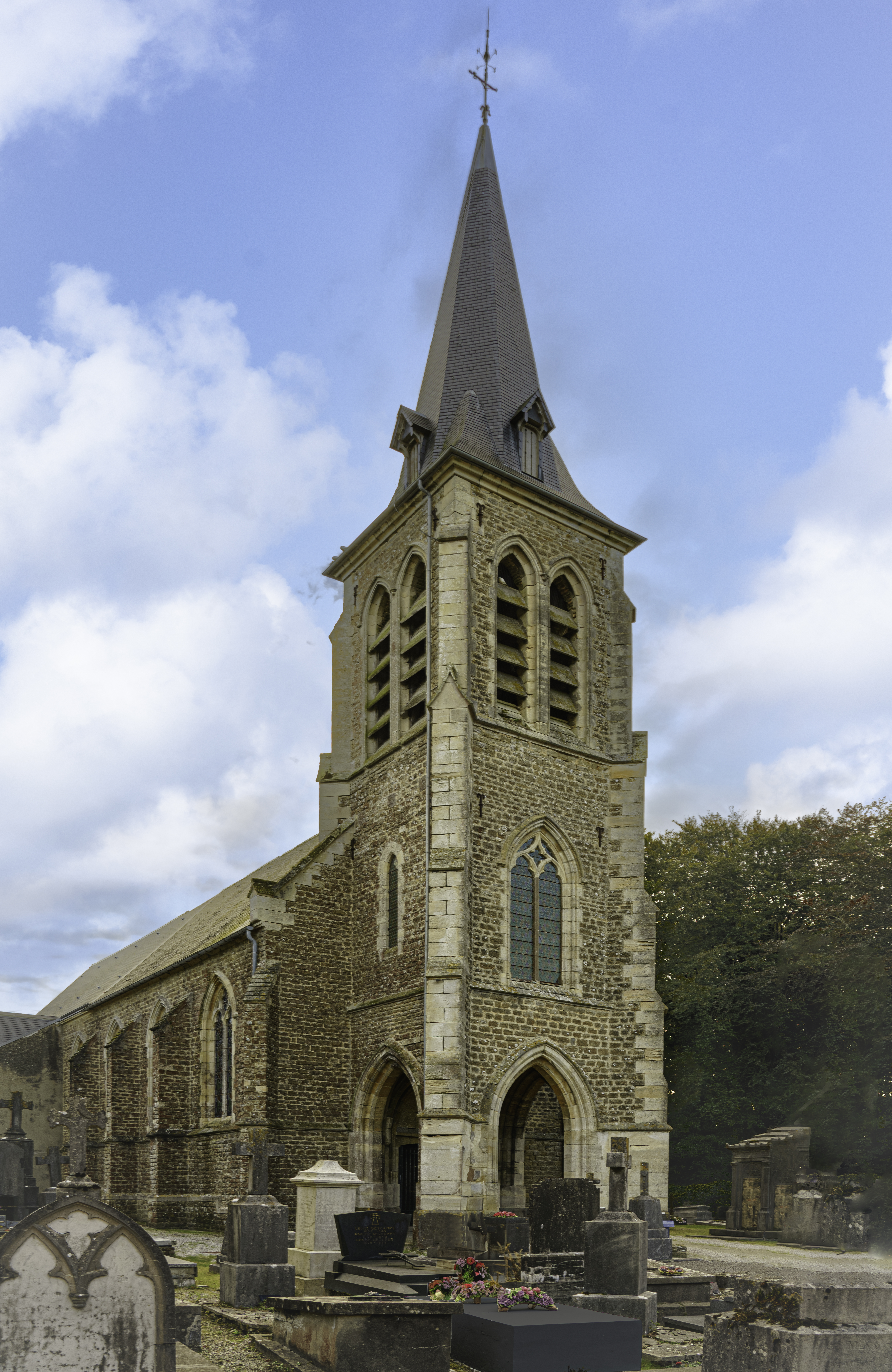
Le porche et le clocher.
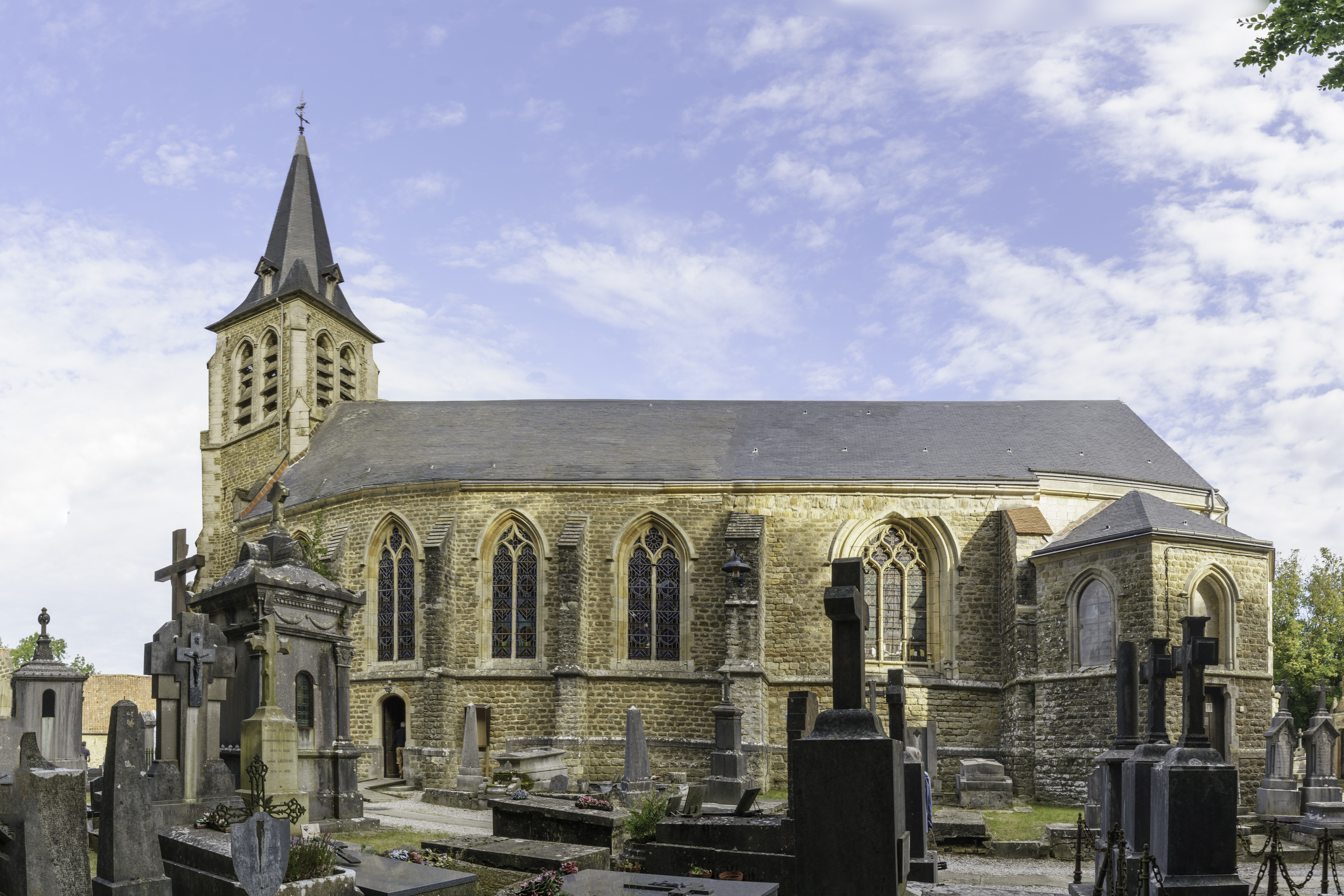
La face sud.
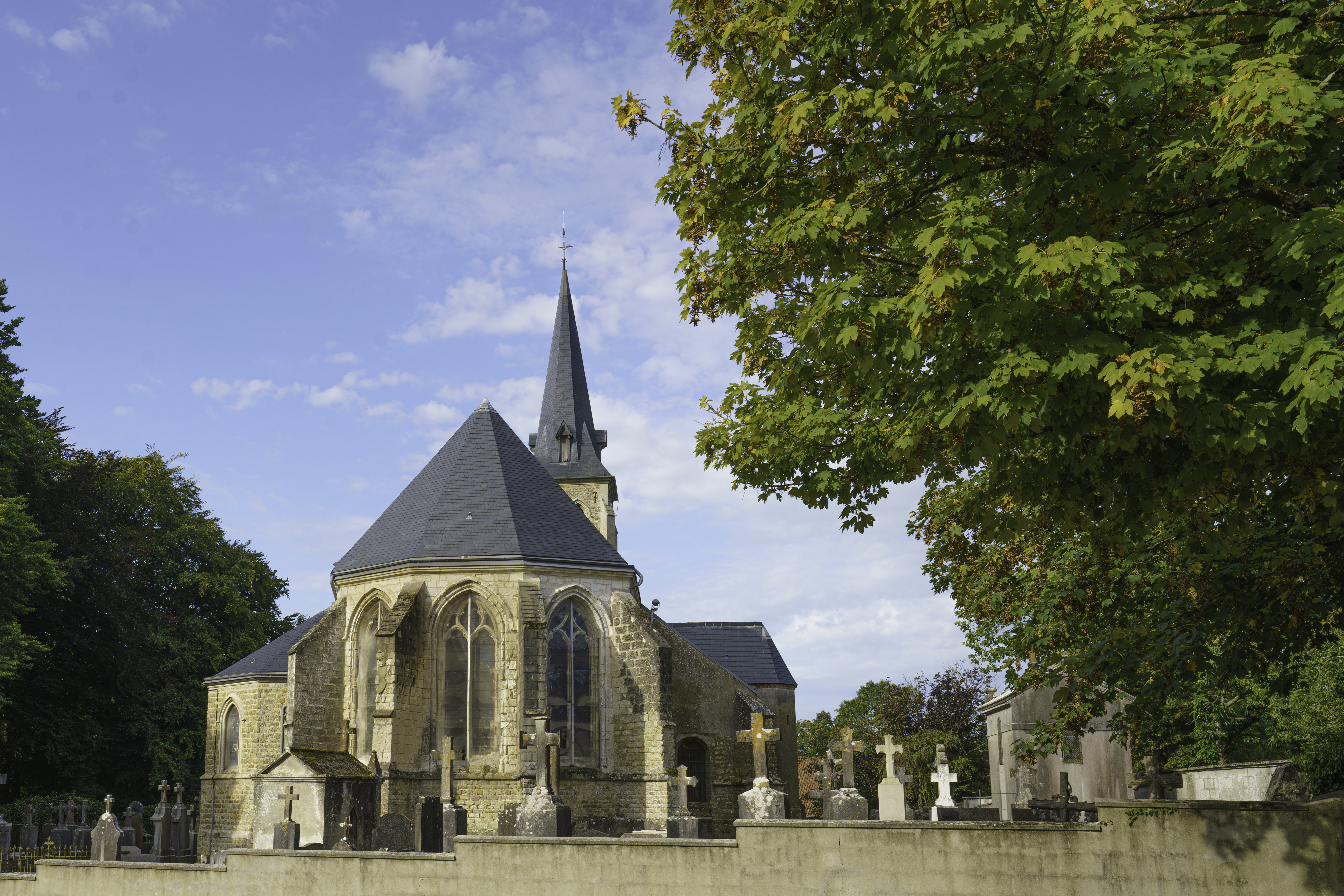
Le chevet.

L'édifice abrite de nombreuses pièces dont la plupart sont inscrites à l'inventaire du patrimoine au titre d'objet.

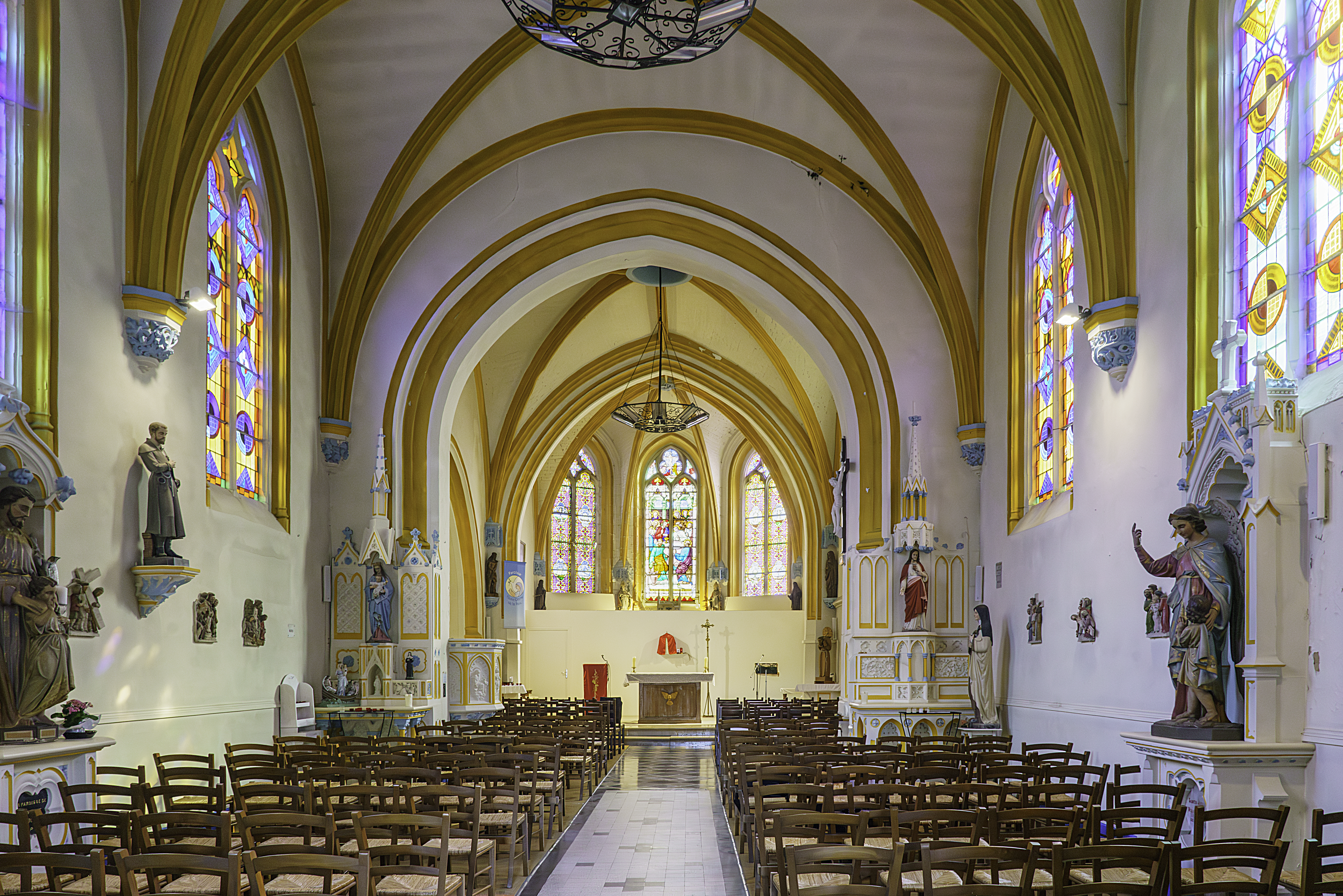
La nef et le chœur.
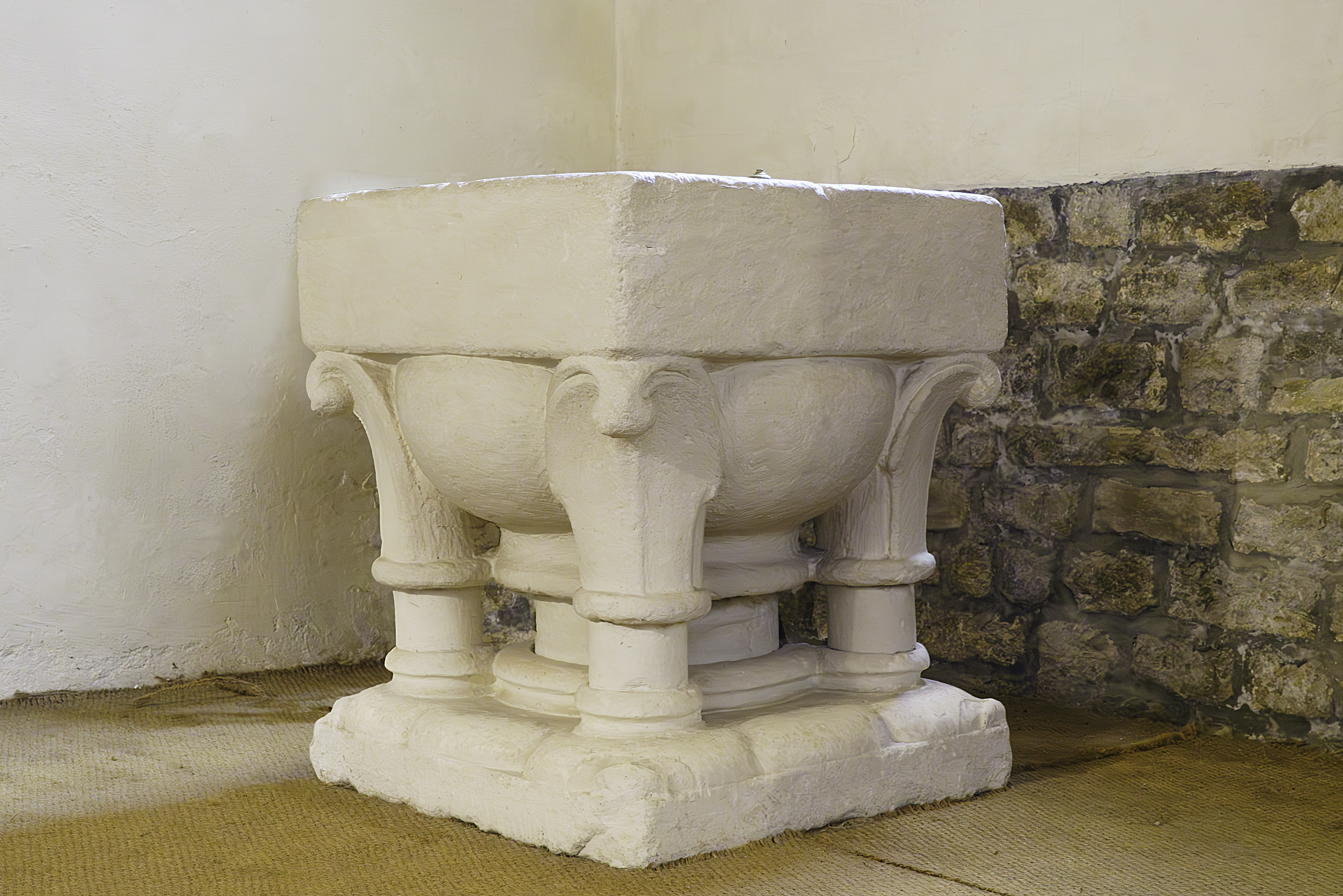
Fonts baptismaux XIIe siècle[79].
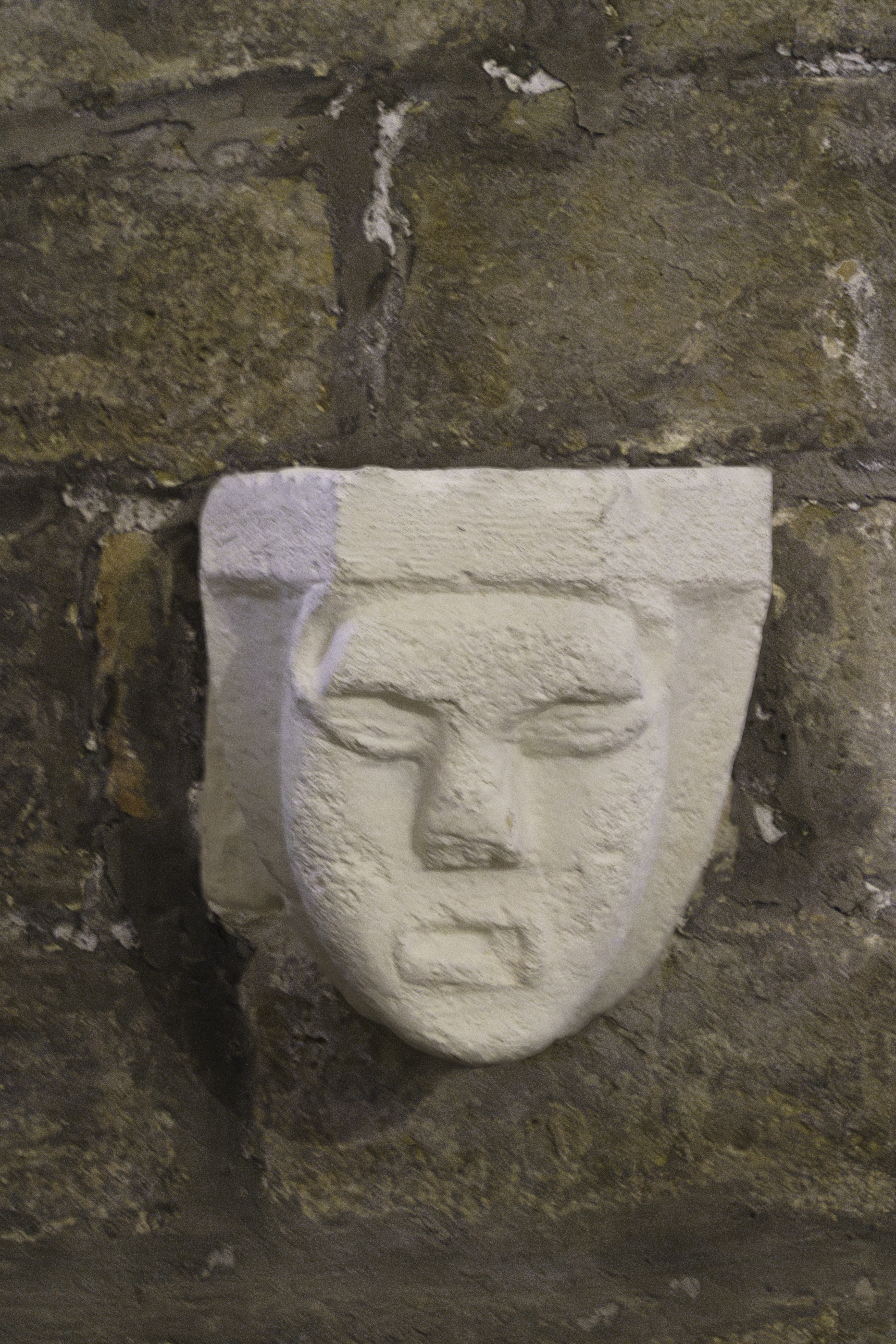
Crédence XVIe siècle[80].
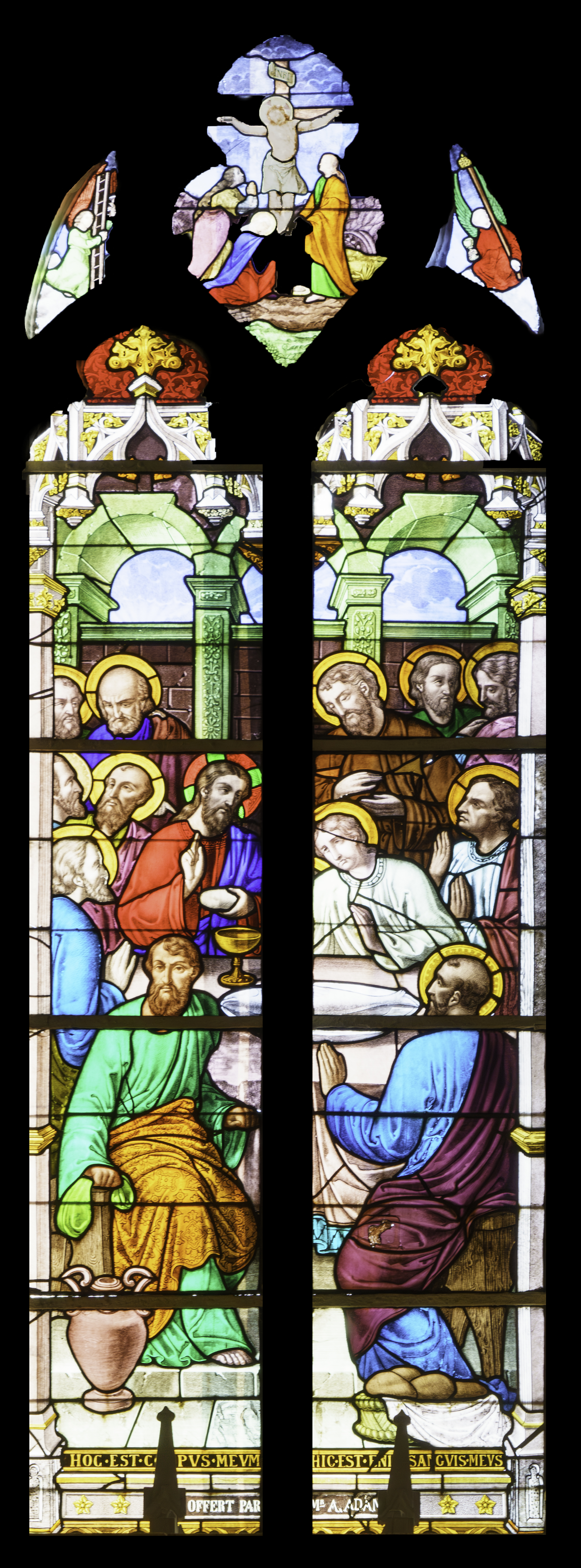
Vitrail du chœur XIXe siècle[81].

Certaines statues de différentes époques sont en bon état de conservation. Le groupe sculpté saint Martin de Tours en bois taillé peint date du XVIe siècle.

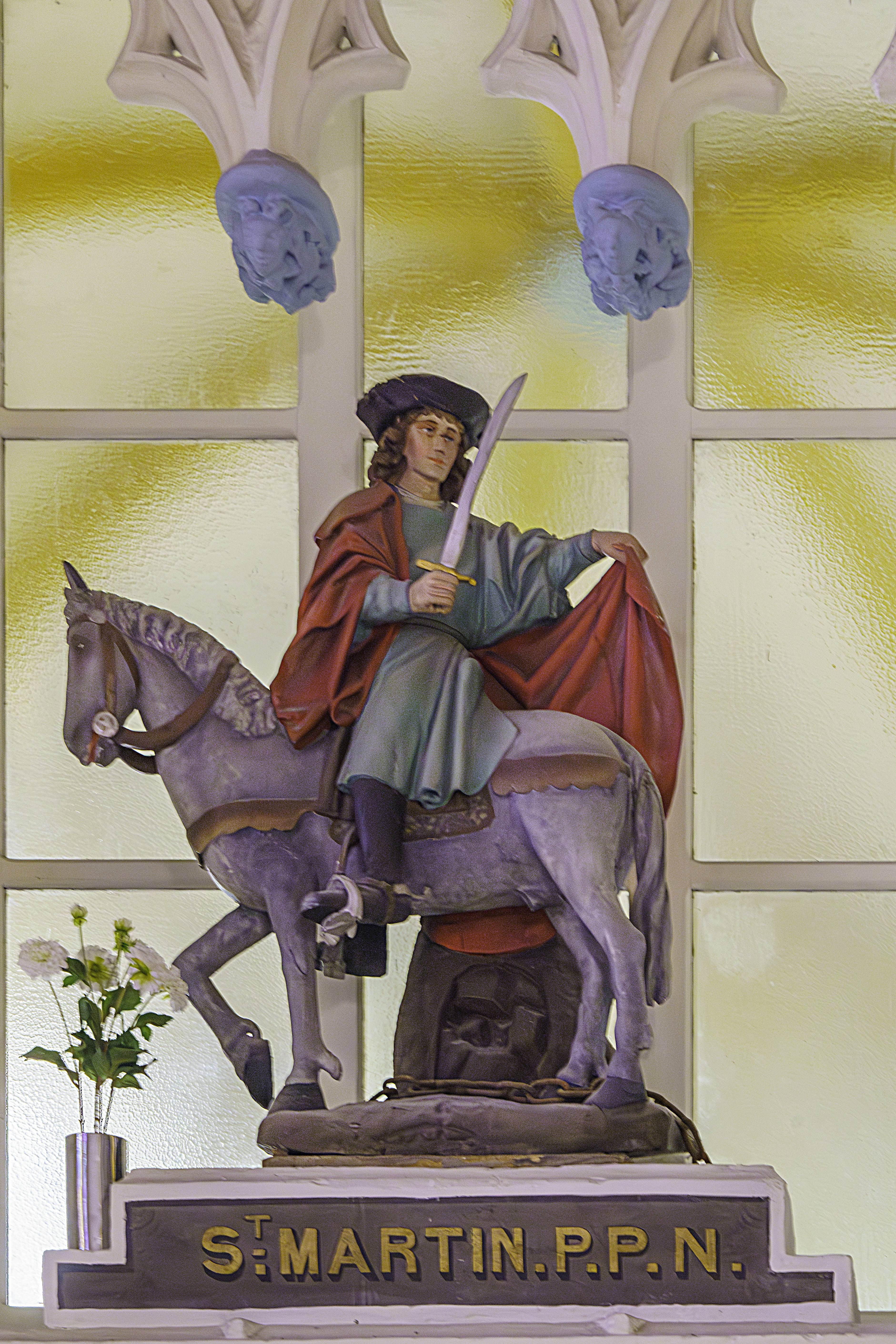
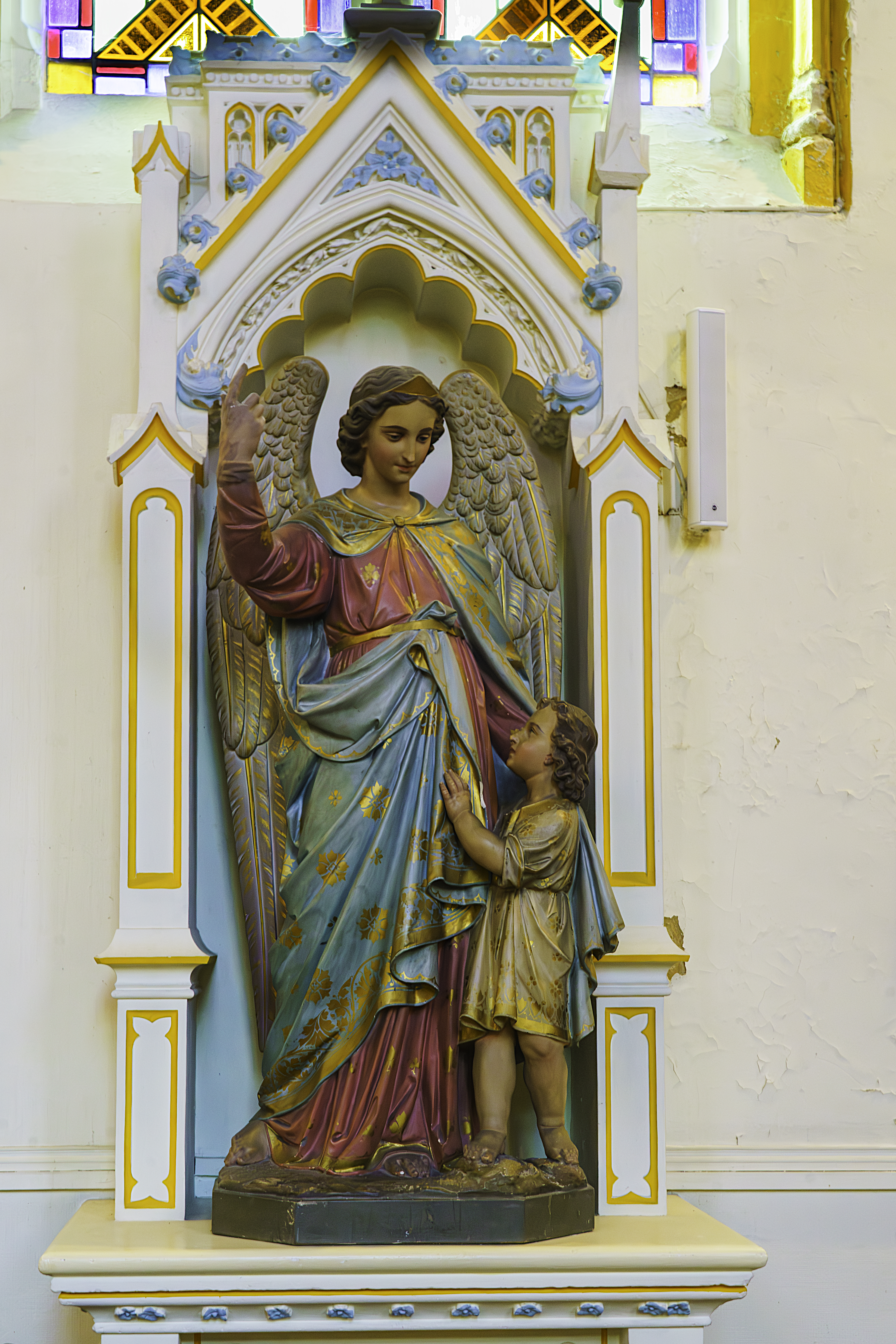
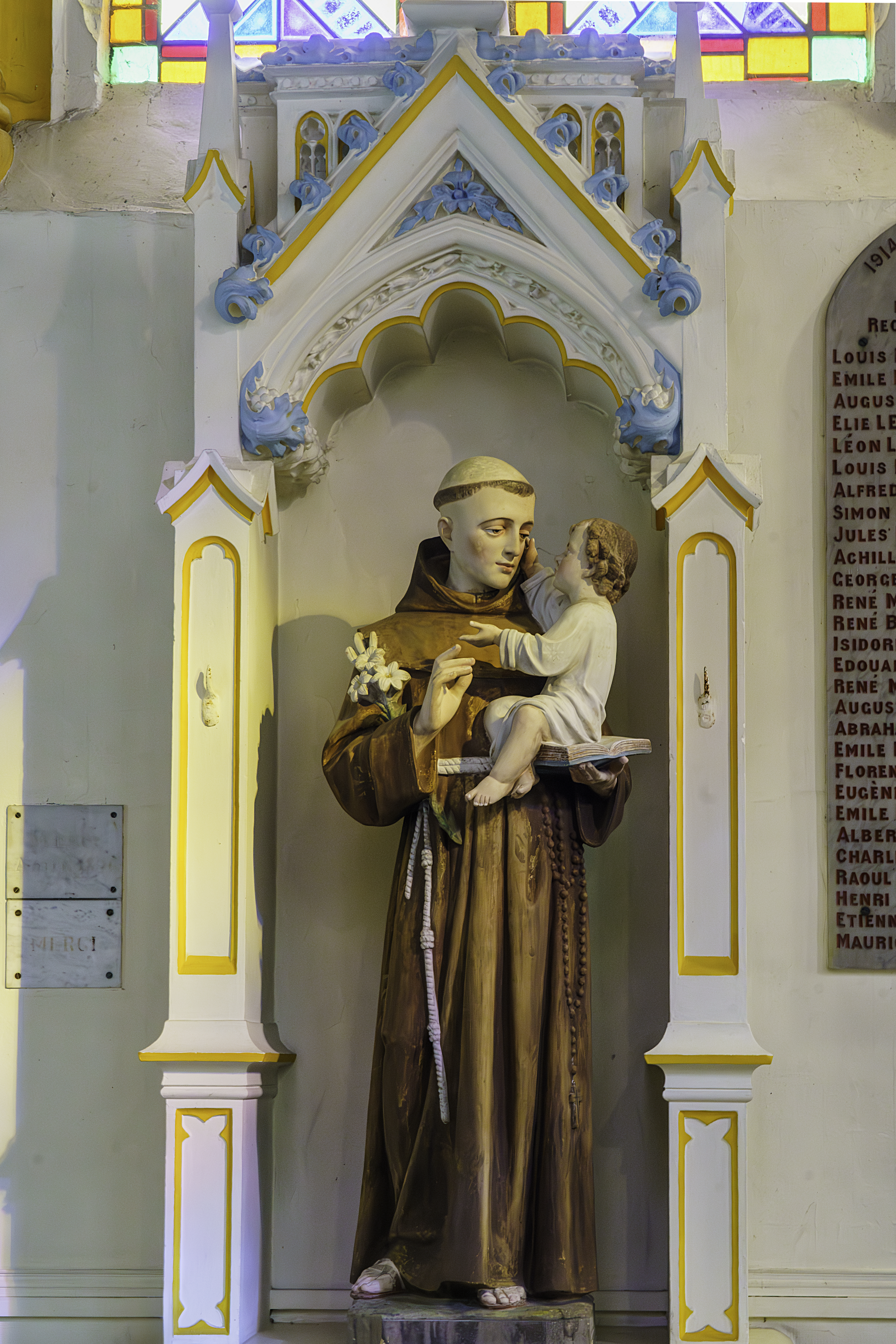
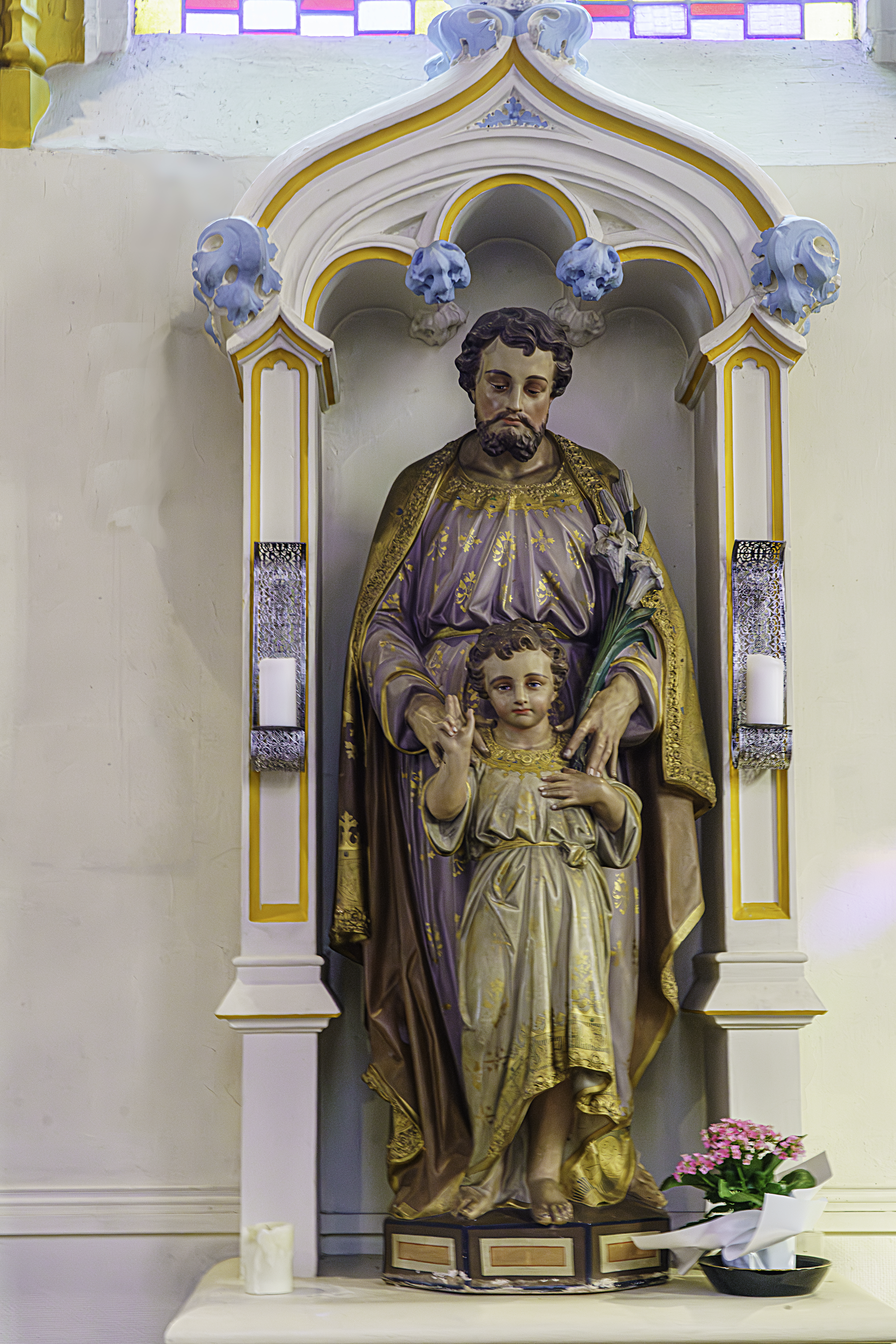

- Une ferme se compose de logis et étable datant probablement de la fin du XIXe siècle, d'un colombier du XIXe siècle, d'un four à pain, d'un puits et d'une porcherie.
- Le monument aux morts[83].
- La stèle du chemin des juifs[84].

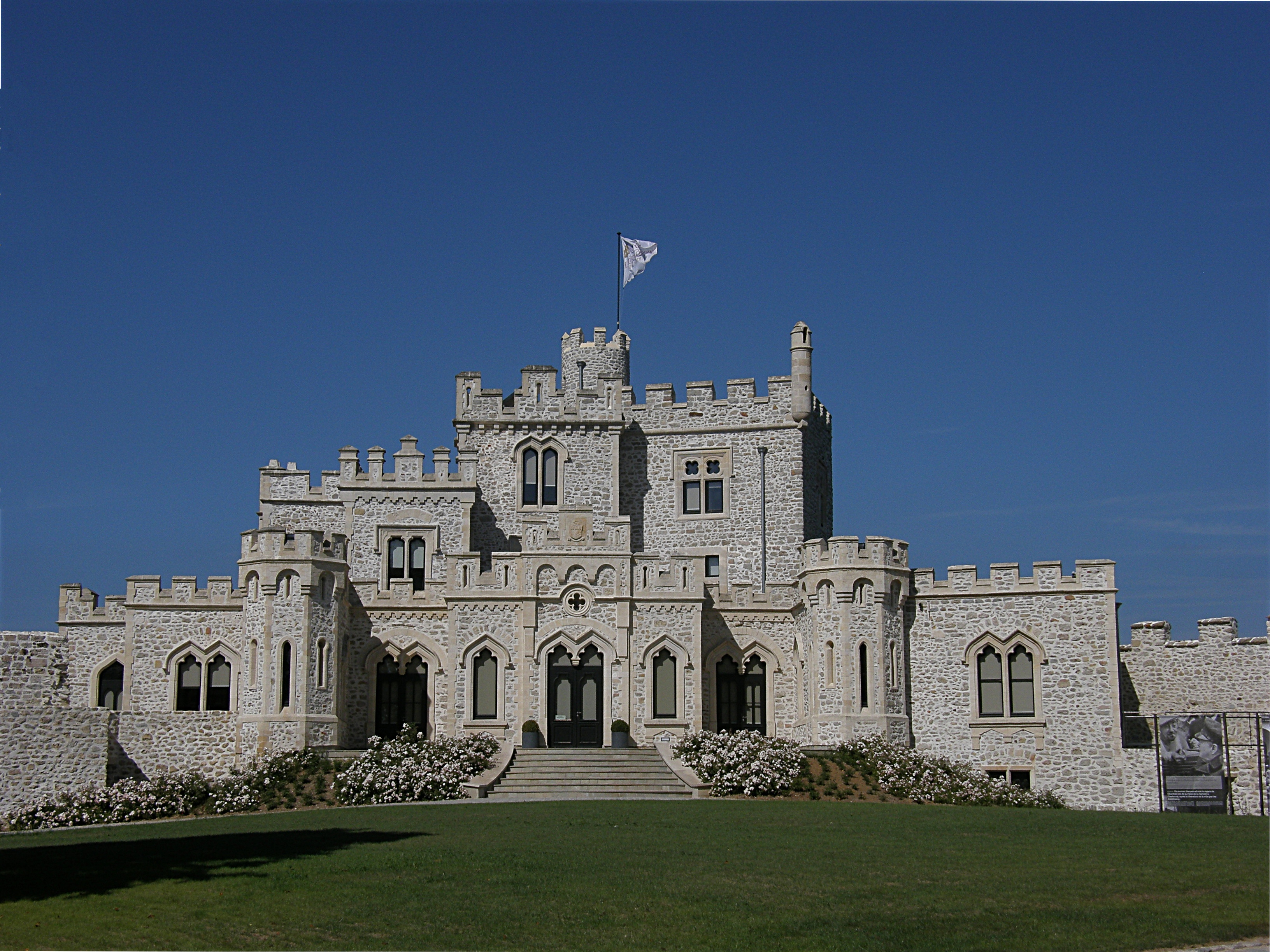
Le château d'Hardelot.
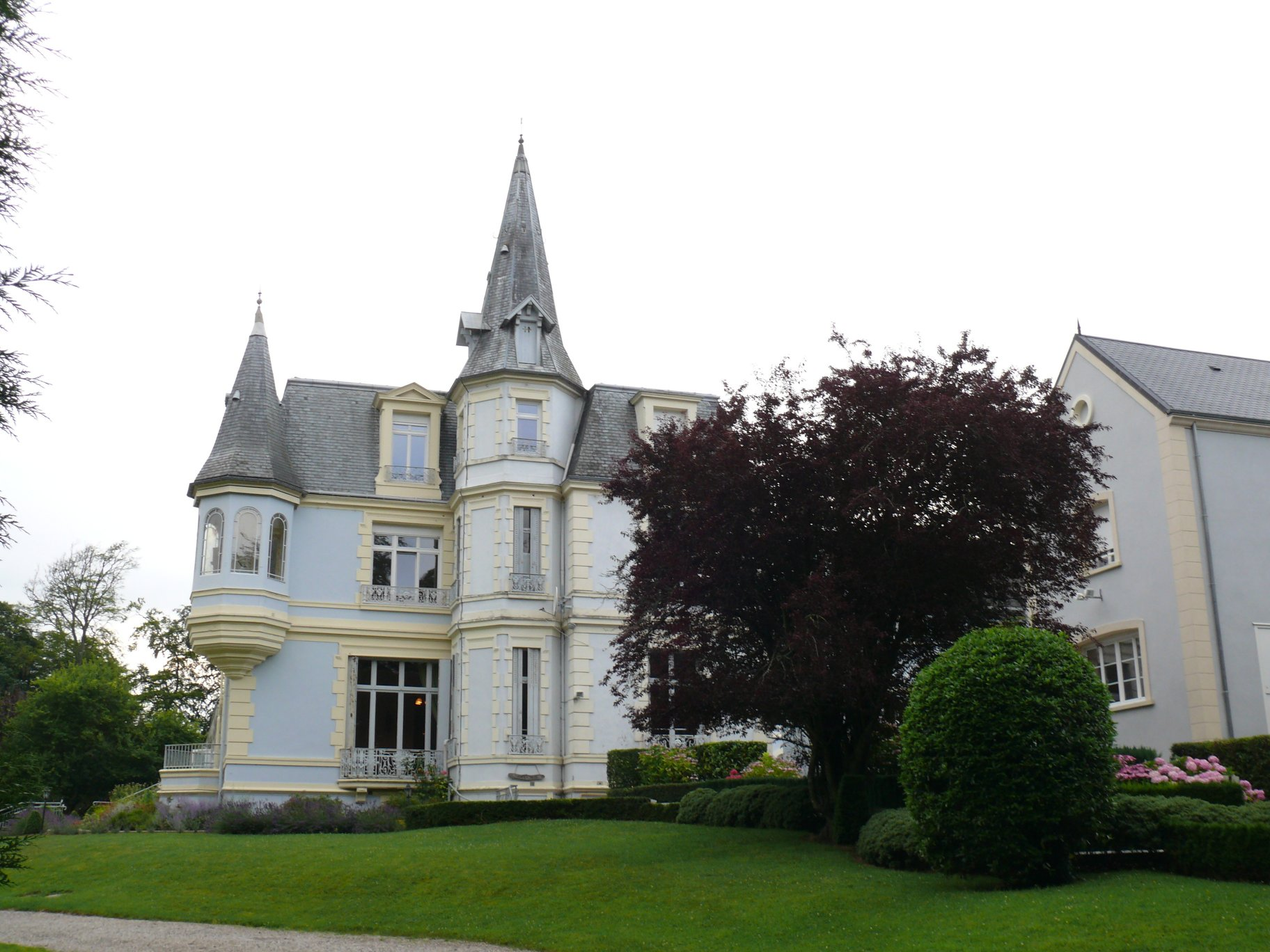
La maison diocésaine « Les Tourelles ».
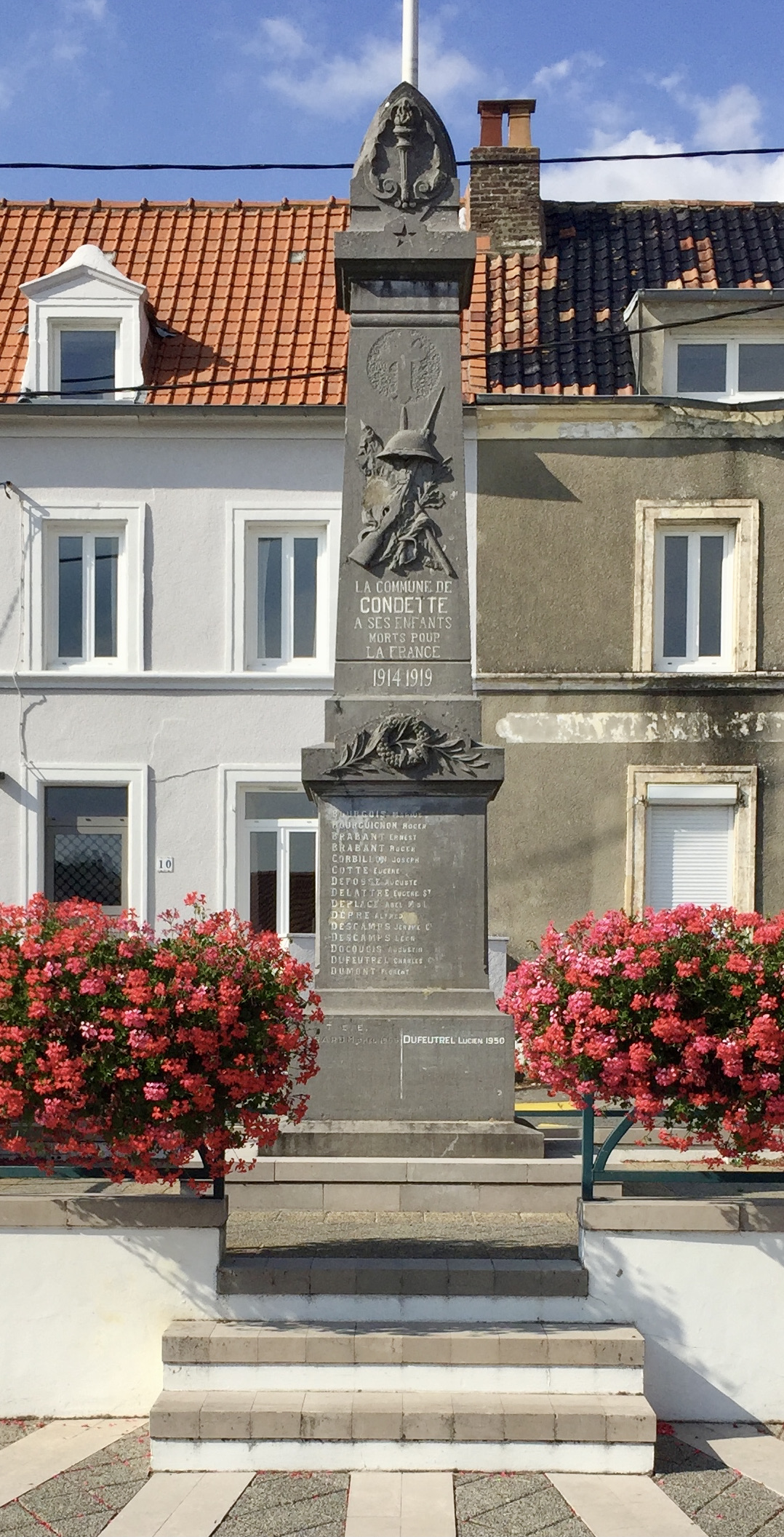
Le monument aux morts.

#### Cadre de vie et espaces verts
Des promenades accessibles aux handicapés ont été aménagées autour de l'étang, de la zone humide et du château d'Hardelot. Une signalisation et un mobilier adaptés ont été mis en place : panneaux d'informations sur le site et son histoire en braille avec plans en relief, poteaux directionnels avec bandes podotactiles, guides en bois au sol le long de certaines parties.

### Manifestations
- Foire aux vins et aux fromages (Pâques).
- Les feux de la Saint Jean (juin).
- Le Midsummer Festival, festival de musique au château d'Hardelot (juin-juillet).
- Retraite aux flambeaux (14 juillet).
- Marché de Noël (décembre).

### Personnalités liées à la commune
- Alexandre Adam (1790-1886), homme politique, mort à Condette.
- Charles Dickens (1812-1870), romancier anglais, y a vécu 4 ans.
- John Whitley (1843-1922), homme d'affaires anglais, y a vécu et y est mort et inhumé.
- Alexis Bouly (1865-1958), dit l'« abbé Bouly », curé de Condette et d'Hardelot, fut l'inventeur de la radiesthésie.
- Albert Tréca (de) (1917-2004), diplomate, mort à Condette.
- Nadine Ribault (1964-2021), écrivaine, morte à Condette.
- Pierre-Yves Hodique, pianiste[85].[pourquoi ?]

### Héraldique
| Blason de Condette | Blason  | D'argent à trois fers de moulin de sable. |
| Blason de Condette | Détails | Armes de la famille de Condette, dont le premier membre connu est le chevalier Gerbert de Condette, seigneur du lieu et vivant en 1135. Adopté par la municipalité. |

## Pour approfondir